# Young-Plan

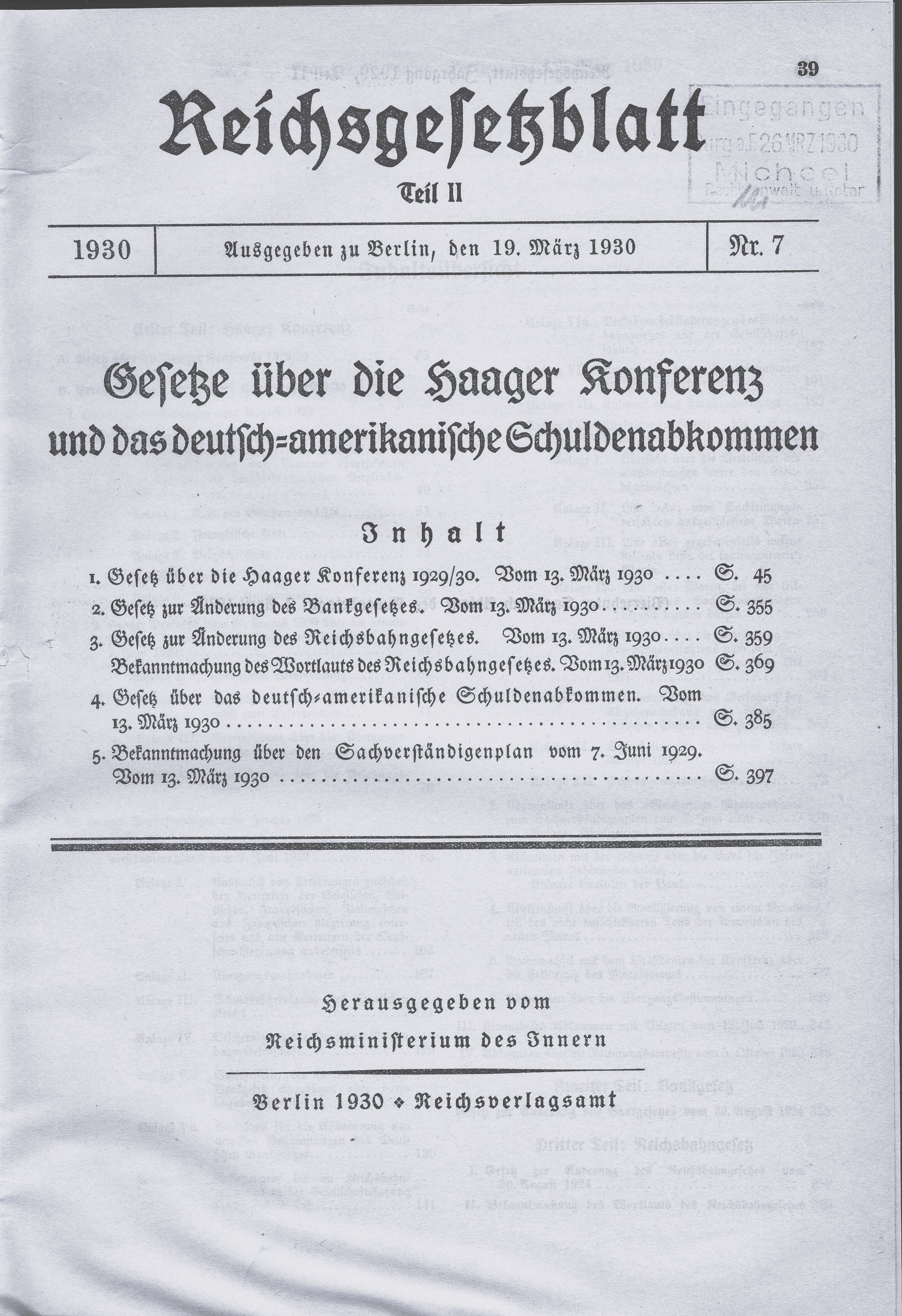
Verkündung im Reichsgesetzblatt vom 19. März 1930

Der Young-Plan (auch Neuer Plan) war der letzte der Reparationspläne, die die Zahlungsverpflichtungen des Deutschen Reichs auf Grundlage des Friedensvertrags von Versailles regelten. Er wurde von einem Gremium internationaler Finanzexperten unter Vorsitz des amerikanischen Industriellen und Diplomaten Owen D. Young, der dem Plan den Namen gab, vom Februar bis Juni 1929 in Paris ausgehandelt. Die endgültige Ausformulierung erfolgte auf zwei Regierungskonferenzen im August 1929 und im Januar 1930 in Den Haag. Der Young-Plan löste den 1924 beschlossenen Dawes-Plan ab, der die deutschen Reparationszahlungen nur vorläufig festgelegt hatte. Er trat am 17. Mai 1930 rückwirkend zum 1. September 1929 in Kraft und setzte eine durchschnittliche Annuität von rund zwei Milliarden Reichsmark fest, die zum überwiegenden Teil in Devisen zu zahlen waren. Er sollte bis 1988 gelten, wurde aber wegen der Weltwirtschaftskrise nach nur einem Jahr Laufzeit im Juni 1931 durch das Hoover-Moratorium ausgesetzt. Da Deutschland durch die deutsche Bankenkrise im Juli 1931 dauerhaft zahlungsunfähig geworden war, wurde er im Juli 1932 von der Konferenz von Lausanne aufgehoben. In der Forschung sind mehrere Fragen mit Bezug auf den Young-Plan umstritten, so etwa seine Bewertung, seine Rolle beim Aufstieg der NSDAP und die tieferen Ursachen seines Scheiterns.

## Ursprünge
Der Versailler Vertrag legte 1919 fest, dass Deutschland Reparationen an die Siegermächte USA, Frankreich, Großbritannien, Belgien und einige andere kleinere Mächte zahlen musste. Dies wurde begründet mit Artikel 231, in dem Deutschland anerkennen musste, dass es mit seinen Verbündeten „als Urheber für alle Verluste und Schäden verantwortlich [… sei], die die alliierten und assoziierten Regierungen und ihre Staatsangehörigen infolge des Krieges, der ihnen durch den Angriff Deutschlands und seiner Verbündeten aufgezwungen wurde, erlitten haben“. Die Formulierung war nicht als moralisches Verdikt über die deutsche Kriegsschuld gemeint, wirkte aber so und trug dazu bei, dass die Verpflichtung, Wiedergutmachung zu leisten, von Deutschland nicht anerkannt wurde. Dass es den Versailler Vertrag, der zudem die Höhe der zu leistenden Reparationen nicht festschrieb, dennoch ratifizierte, lag am Ultimatum der Siegermächte vom 16. Juni 1919, nach dem andernfalls die Kriegshandlungen wieder aufgenommen würden. Der Vertrag wurde daher in Deutschland als inakzeptables „Diktat“ wahrgenommen.
Ein Grund dafür, dass die Siegermächte auf deutschen Reparationszahlungen bestanden, war ihre eigene Verschuldung bei den Vereinigten Staaten: Die Amerikaner gewährten ihren europäischen Verbündeten nach ihrem Kriegseintritt 1917 großzügig Kredite. Diese interalliierten Kriegsschulden forderten sie bereits ab 1919 wieder zurück. Insgesamt ging es um 1,9 Milliarden US-Dollar, hinzu kam noch ein 1919 auf zehn Jahre gewährter Kredit in Höhe von 407 Millionen Dollar, mit dem Frankreich den Amerikanern das nach dem Weltkrieg im Lande zurückgelassene militärische Material bezahlt hatte. Die amerikanischen Forderungen, diese umgerechnet über 40 Milliarden Franc zu verzinsen und zu tilgen, wurde in der französischen Öffentlichkeit empört zurückgewiesen, der ehemalige Bündnispartner USA antisemitisch als „Uncle Shylock“ beschimpft.
Die USA ihrerseits ratifizierten den Versailler Vertrag nicht und verlangten daher keine Reparationen von Deutschland. Sie stellten sich auf den Standpunkt, beide Schuldenarten hätten nichts miteinander zu tun und verlangten von den europäischen Siegermächten entsprechend ihrer Zahlungsfähigkeit zu zahlen, das heißt, auch wenn sie keine Reparationseinnahmen aus Deutschland erhalten sollten. 1922 scherten auch die Briten aus der gemeinsamen Reparationsfront aus. Am 1. August verkündete Lord President of the Council Arthur Balfour, Großbritannien sei bereit, auf sämtliche Reparationen zu verzichten, wenn die USA nicht mehr auf Rückzahlung der interalliierten Kriegsschulden bestehen würden.
Die Höhe der deutschen Reparationsverpflichtung wurde erst 1921 festgelegt, und wieder wurde Deutschland durch ein weiteres Ultimatum dazu gebracht, einzuwilligen. Die gesamte Reparationsschuld wurde auf 132 Milliarden Goldmark festgelegt, was 250 Prozent des deutschen Bruttoinlandsprodukts entsprach. Diese Summe, zu der noch die Verzinsung hinzukam, war in drei Tranchen eingeteilt: Mit der ersten in Höhe von zwölf Milliarden Goldmark sollten die Kriegsschäden wiedergutgemacht werden, die die Siegermächte erlitten hatten; mit der zweiten Tranche in Höhe von 38 Milliarden Goldmark sollten die interalliierten Kriegsschulden getilgt werden; die dritte Tranche mit dem Löwenanteil von 82 Milliarden Goldmark war an Bedingungen geknüpft, die es unwahrscheinlich machten, dass Deutschland sie je würde bezahlen müssen. Sie war zur Beruhigung der öffentlichen Meinung in den Gläubigerstaaten gedacht, die auf möglichst hohen deutschen Reparationen bestand. „Le boche paiera tout“ – „der Boche wird alles bezahlen“, war eine in Frankreich verbreitete Überzeugung. Bereits 1920 war auf der Konferenz von Spa der Verteilungsschlüssel für die deutschen Reparationen festgelegt worden: Frankreich sollte 52 % bekommen, Großbritannien 22 %, Italien 10 %, Belgien 8 % und die restlichen 8 % wurden unter den übrigen Siegermächten aufgeteilt.
Tatsächlich zahlte „der Boche“ aber wenig oder nichts, unter anderem weil bei der Zahlung der ersten Reparationsmilliarde 1921 ein Inflationsschub ausgelöst worden war: Die Reichsbank kaufte mit frisch geschöpfter Papiermark auf dem Schweizer Markt Gold in der geforderten Höhe, was den Kurs der Mark abrupt sinken ließ. Weitere Devisen zum Reparationstransfer konnten auf diesem Weg nicht beschafft werden. Die Wirtschaftsprobleme, die mit der sich seit 1918 beschleunigenden deutschen Inflation einhergingen, trugen dazu bei, dass Deutschland mit den Reparationszahlungen in Rückstand geriet. Daher griffen Frankreich und Belgien im Januar 1923 zu einer Politik der „produktiven Pfänder“: Ihre Truppen besetzten das Ruhrgebiet, um die dortige Steinkohleproduktion als Reparationsleistung zu beschlagnahmen. Dies wurde durch einen Generalstreik in den besetzten Gebieten verhindert, den die Reichsregierung aus der Notenpresse finanzierte. Der Wertverlust der Mark steigerte sich zur Hyperinflation. Dadurch wurde die Inlandsverschuldung, mit der das Deutsche Reich den Krieg finanziert hatte, komplett entwertet, während die Siegermächte Großbritannien und Frankreich mit einer Inlands- und Auslandsverschuldung im Wert von 144 bzw. 125 Prozent ihres Bruttoinlandsprodukts belastet blieben.
Ein Ausweg aus der Pattsituation der Ruhrbesetzung wurde durch Internationalisierung des Konflikts erreicht: Unter Vorsitz des amerikanischen Bankiers Charles G. Dawes erarbeitete ein internationales Expertenkomitee 1924 den Dawes-Plan, den ersten Reparationsplan, der tatsächlich zu Zahlungen an die Reparationsgläubiger führte. Mit der gleichzeitig aufgelegten Dawes-Anleihe, die als Anschubfinanzierung diente, war nämlich der amerikanische Kapitalmarkt für Deutschland geöffnet worden, und langfristige Anleihen sowie kurzfristige Kredite flossen in Milliardenhöhe ungefähr hälftig an die Privatwirtschaft und die öffentliche Hand im Reich. Dadurch wuchs die Wirtschaft der Weimarer Republik in den sogenannten goldenen zwanziger Jahren deutlich, und trotz passiver Handelsbilanz waren genug Devisen vorhanden, um die Annuitäten des Planes zu begleichen.

## Zustandekommen und Inhalt

### Probleme des Dawes-Plans
Dennoch bestand auf allen Seiten Unbehagen. Die Reparationszahlungen verschlangen fünf bis zwölf Prozent des Reichshaushalts. Die internationale Kontrolle über Reichsbank und Reichsbahn, der das Reich sich hatte unterwerfen müssen, wurde als demütigend empfunden. Die Banken der Wall Street und das US-Schatzamt machten sich ab 1927 Sorgen, dass Deutschland bald überschuldet sein könnte: Von 1924 bis 1929 flossen ausländische Kredite im Wert von über dreißig Milliarden Reichsmark nach Deutschland. Das entsprach einem Drittel des Bruttoinlandsprodukts. Ein großer Teil dieser Gelder wurde nicht für investive Zwecke ausgegeben: Die deutschen Kommunen finanzierten damit z. B. ihre Parkanlagen und den Wohnungsbau. Auch stellte sich die Frage, welche Schuldenart bei einer etwaigen Zahlungskrise Seniorität haben sollte, die privaten Kredite oder die staatlichen Reparationen. Ein Gegeneinanderausspielen beider Schuldenarten lag durchaus in der deutschen Strategie. Der Reparationsexperte Hans Simon hatte bereits 1927 formuliert: „Je größer unsere private Verschuldung, umso kleiner unsere Reparationen“.

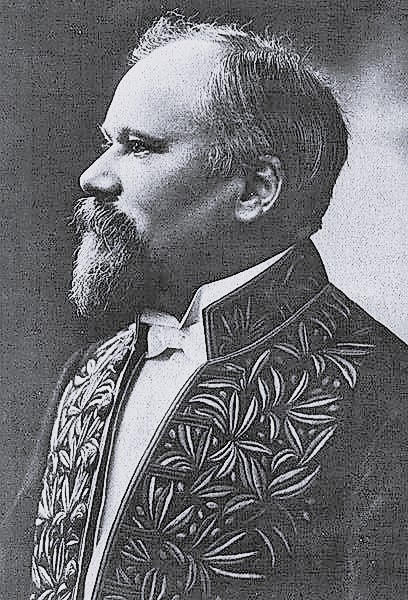
Raymond Poincaré, französischer Ministerpräsident 1912–1913, 1922–1924 und 1926–1929

Frankreich war 1924 ebenfalls in eine Inflation geraten. Nun brauchte es dringend Kredite, um den Franc auf einem Verhältnis zum Dollar von 1:25 zu stabilisieren. Der amerikanische Kapitalmarkt war französischen Betrieben aber verschlossen, solange die Rückzahlung der Kriegsschulden nicht geregelt war. Daher hatten der französische Botschafter in Washington, Henry Bérenger, und der amerikanische Finanzminister Andrew Mellon im April 1926 ein Abkommen formuliert: Darin wurde die Rückzahlung der Kriegsschulden innerhalb von 62 Jahren bei einem Zinsfuß von 1,6 Prozent Zinsen geregelt, der Materialkredit von 1919 war darin einbezogen.
Ein ähnliches Abkommen, das Finanzminister Joseph Caillaux von den linksbürgerlichen Radikalsozialisten im Juni 1926 mit seinem britischen Amtskollegen Winston Churchill abschloss, war für Frankreich sogar noch günstiger. Dennoch weigerte sich die Abgeordnetenkammer, diese Abkommen zu ratifizieren, bevor die deutschen Reparationen endgültig geregelt wären: Die sollten nämlich unter anderem für die französischen Zahlungen an die USA verwendet werden. Damit drohte die Regierung von Ministerpräsident Raymond Poincaré von der rechtsliberalen Alliance démocratique (AD) unter Zeitdruck zu geraten. Der Materialkredit von 407 Millionen US-Dollar wäre fällig geworden, falls das Mellon-Bérenger-Abkommen nicht bis Juli 1929 ratifiziert worden wäre. Unter diesen Bedingungen wuchs die französische Bereitschaft, einem neuen Reparationsplan zuzustimmen und sich dabei auch mit weniger als den 132 Milliarden Goldmark zufriedenzugeben, die im 1921 vereinbarten Londoner Zahlungsplan von Deutschland gefordert worden waren.
Auch in Deutschland waren Politik und Banken mit dem Dawes-Plan nicht völlig zufrieden. 1928 wurde nämlich erstmals die Normalannuität in Höhe von 2,5 Milliarden Reichsmark fällig. Das entsprach 12,4 Prozent der gesamten deutschen Staatsausgaben und immerhin 3,3 Prozent des Volkseinkommens. Hätte sich die Konjunktur nun noch weiter positiv entwickelt, wäre auf Grund des Wohlstandsindexes des Planes sogar eine noch höhere Summe fällig geworden. Hinzu kam noch ein innenpolitisches Problem. Die viel beschworenen „Rückwirkungen“ der Konzessionen, die Außenminister Gustav Stresemann (DVP) beim Vertrag von Locarno gemacht hatte, waren weitgehend ausgeblieben. Weitere Revisionen des Versailler Vertrags standen nicht vor der Tür. Dies schwächte die innenpolitische Stellung Stresemanns vor allem bei den Parteien der Rechten.

### Der Beschluss zur Revision des Dawes-Plans

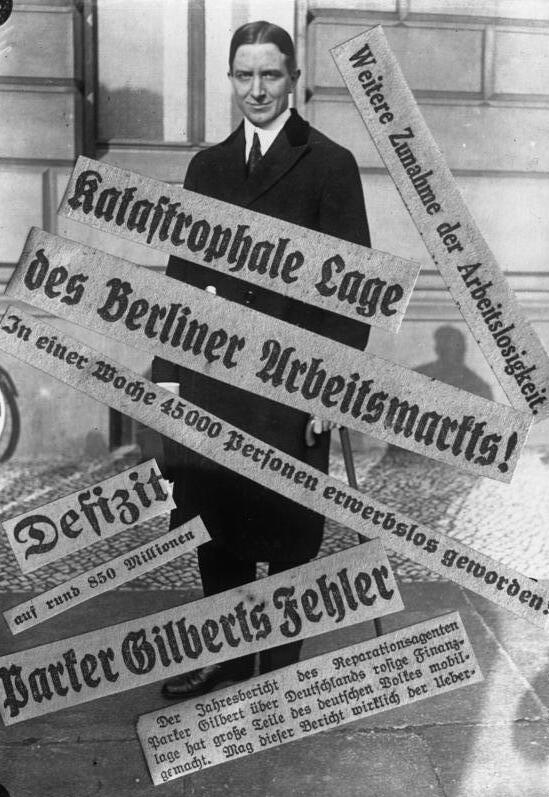
Reparationsagent Parker Gilbert mit pessimistischen Meldungen zur Lage der deutschen Wirtschaft – nationalistische Montage vom Januar 1929

In dieser Situation reiste der Reparationsagent Seymour Parker Gilbert im Januar 1928 nach Paris und überzeugte die dortige Regierung von seiner Idee einer Gesamtlösung: Die deutschen Reparationen sollten endgültig und auf einem realistischen Niveau festgelegt werden. Das werde es erlauben, die gesamte deutsche Reparationsschuld bei Frankreich als Mobilisierungsanleihe auf den Markt zu bringen: Banken und Privatkunden würden die Anteile kaufen und vom Deutschen Reich jährlich Zinsen und Tilgung dafür erhalten, während Frankreich sein Geld auf einen Schlag erhalte und dadurch auch die interalliierten Kriegsschulden auf einmal und zu einem günstigen Disagio zurückzahlen könne. Die deutsche Regierung werde sich auf einen solchen Plan aber nicht gerne einlassen, da der Schuldendienst an den Reparationsschuldscheinen, wenn sie erst einmal in den Händen von Banken und Privatleuten waren, nicht verweigert werden könnte, ohne der Kreditwürdigkeit der deutschen Wirtschaft empfindlich zu schaden. Um Deutschland dennoch zur Einwilligung zu bewegen, sollte Frankreich seine Soldaten früher aus dem Rheinland abziehen, als im Versailler Vertrag vorgesehen. Gilbert gelang es, die französische Regierung von seinem Plan zu überzeugen. Seit Frühjahr 1928 sprachen sich sowohl Poincaré als auch sein immer verständigungsbereiter Außenminister Aristide Briand (Parti républicain-socialiste) in öffentlichen Reden für eine Verkoppelung der Reparationsrevision mit der Rheinlandfrage aus.

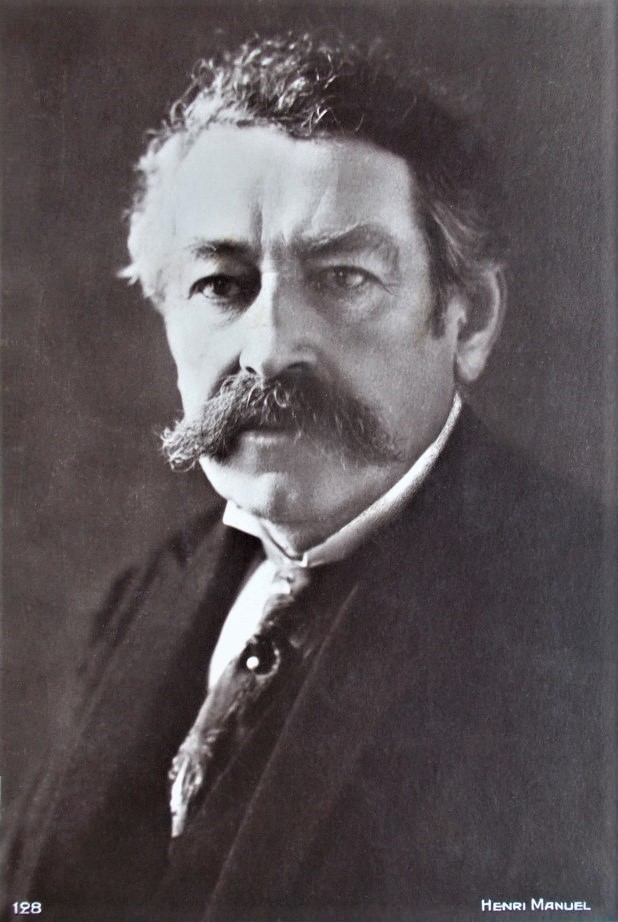
Aristide Briand, französischer Außenminister 1915–1917, 1921–1922 und 1924–1932

In Deutschland war man ursprünglich gegen einen solchen „schauderhaften Kuhhandel“, wie Carl von Schubert, der Staatssekretär im Auswärtigen Amt, die amerikanisch-französische Idee anfangs bezeichnete. Nachdem aber im Sommer 1928 mit Hermann Müller ein sozialdemokratischer Kanzler die Amtsgeschäfte übernommen hatte, wuchs der innenpolitische Druck, Erfolge für die von der SPD stets mitgetragene Verständigungspolitik Stresemanns vorzuweisen. Daher beschloss die neue Regierung bald, eine Initiative zur Räumung des Rheinlands zu ergreifen, wohl wissend, dass dies mit der Gegenforderung nach Neuregelung der Reparationen beantwortet werden würde. Dies geschah nach ausführlichen diplomatischen Sondierungen während der Herbsttagung des Völkerbunds in Genf: Reichskanzler Müller verlangte den Abzug aller ausländischer Truppen, Briand antwortete mit der Forderung nach Neuregelung der Reparationen, woraufhin sich die interessierten sechs Mächte – außer Deutschland und Frankreich auch Großbritannien, Belgien, Italien und Japan – am 16. September 1928 darauf einigten, dass ein unabhängiges Expertengremium einen endgültigen Reparationsplan entwerfen und gleichzeitig Verhandlungen über die Räumung und die Militärkontrolle des Rheinlands aufgenommen werden sollten. Bei der Völkerbundtagung im September 1928 wurde schließlich die Einsetzung einer internationalen Sachverständigenkommission zur Regelung der Reparationsfrage unter dem amerikanischen Wirtschaftsexperten Owen D. Young beschlossen.

### Die Experten-Beratungen

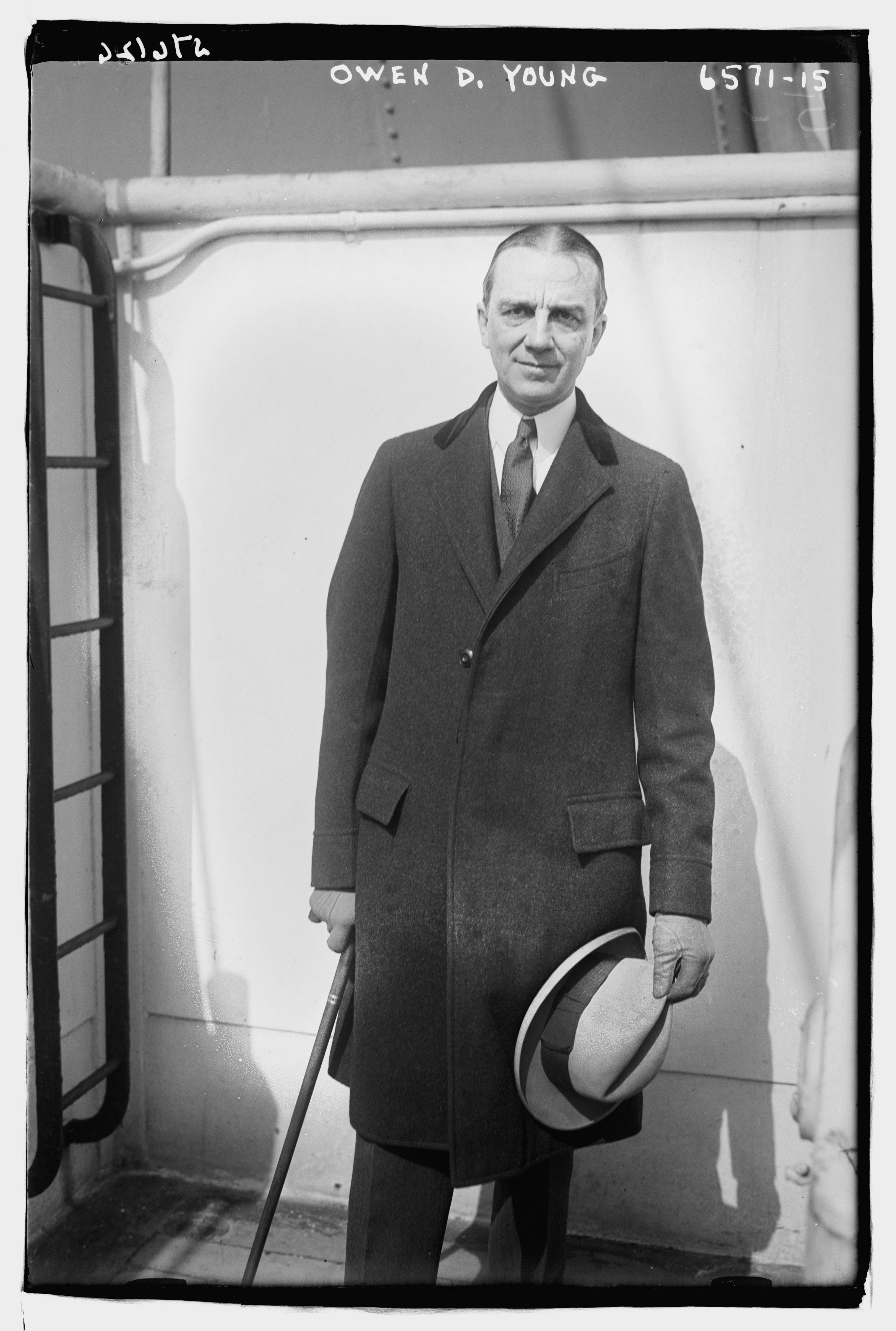
Der Namensgeber des Young-Plans Owen D. Young

Die vierzehn internationalen Finanzexperten, die den neuen Reparationsplan zu erstellen hatten, sollten unabhängig und nur ihrem ökonomischen Sachverstand verpflichtet sein. Dadurch hoffte man, die Reparationen, die aufgrund ihrer Begründung durch den Kriegschuldartikel des Versailler Vertrags moralisch und politisch stark umstritten waren, zu entpolitisieren. Das Vorhaben misslang, denn um unter dem neuen Plan nicht etwa weniger Reparationen vom Deutschen Reich zu erhalten, als jeweils an interalliierten Kriegsschulden an die USA gezahlt werden müssten, legten Poincaré und Churchill bereits am 19. Oktober 1928 das Ergebnis der Expertenberatungen vorab fest. Angesichts der amerikanischen Weigerung, die Rückzahlung der interalliierten Schulden zu senken, konnten sie, wie der Wirtschaftshistoriker Adam Tooze schreibt, keiner Senkung der Reparationen um mehr als 20 % zustimmen. Auf dieses Ergebnis wurden auch die beiden französischen Experten Émile Moreau und Jean Parmentier durch eine Instruktion ihrer Regierung vom 27. Dezember 1928 verpflichtet: Deutschlands künftige Reparationszahlungen mussten die Kriegsschuldenzahlungen der Gläubiger abdecken und für Frankreich und Belgien einen Überschuss erbringen; außerdem mussten sie endgültig festgelegt werden und auf dem Kapitalmarkt mobilisierbar sein. Zwar war die Aufnahmemöglichkeit von mobilisierten Reparationen auf dem amerikanischen Kapitalmarkt mittlerweile durch den Börsenboom, der die Wall Street im Sommer 1928 erfasst hatte und der vierzehn Monate später in den verheerenden Börsenkrach des Schwarzen Donnerstags münden sollte, stark eingeschränkt, doch hoffte man darauf, die Reparationen später an der Wall Street auf dem Anleiheweg unterbringen zu können.

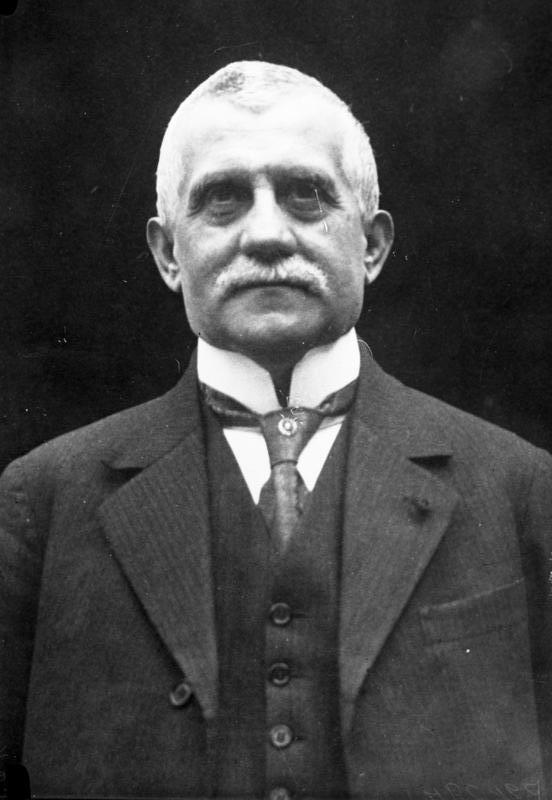
Der französische Sachverständige Émile Moreau, der Chef der Banque de France

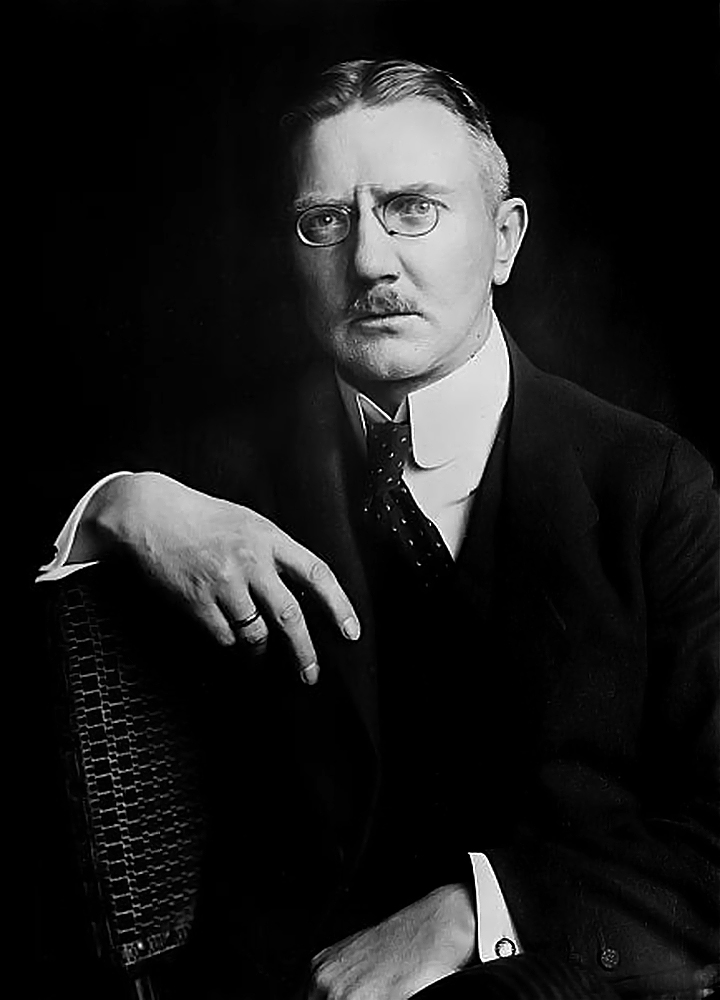
Hjalmar Schacht, Präsident der Reichsbank 1924–1930 und 1933–1939

Als deutsche Experten reisten Reichsbankpräsident Hjalmar Schacht und der Generaldirektor der Vereinigten Stahlwerke Albert Vögler nach Paris. Weil bekannt geworden war, dass Schacht im Juni 1928 in einer Rede erklärt hatte, Deutschland habe bereits genug bezahlt und die deutsche Wirtschaft könne die von den europäischen Siegermächten erwarteten Summen nicht aufbringen, wurde er von Parker Gilbert und dem Gouverneur der Bank of England Sir Montagu Norman abgelehnt. Am 12. Dezember 1928 erklärte Schacht gegenüber amerikanischen Bankiers sogar, wenn man nicht Deutschland bessere Außenhandelsmöglichkeiten einräume, könne es nur 500 Millionen RM jährlich zahlen. Dennoch ernannte die Reichsregierung ihn als einen der beiden deutschen Experten. Vögler und er vertrauten darauf, dass Grundlage des neuen Plans die objektive Zahlungsfähigkeit Deutschlands und nicht die Bedürfnisse der Gläubigerstaaten wären, und bereiteten entsprechend ausführliche Dossiers vor. Sie fühlten sich auch in einer starken Verhandlungsposition, da sie die Amerikaner auf ihrer Seite glaubten, die mit Owen D. Young den Vorsitzenden des Ausschusses stellten. Bei den Beratungen, die am 9. Februar 1929 in der Banque de France in Paris begannen, wurden sie aber enttäuscht: Die britischen und französischen Delegierten teilten ihnen unverblümt mit, dass sie eine Annuität von 2 bis 2,5 Milliarden Reichsmark erwarteten, was in Berlin auch bekannt sei. Die Reichsregierung dementierte zwar, doch nach den informellen Vorgesprächen, die Parker Gilbert in Berlin geführt hatte, wirkte das wenig glaubhaft. Die Deutschen sahen sich der geschlossenen Front der Reparationsgläubiger gegenüber, während die Amerikaner vermittelten. Schacht bot am 11. Februar 1,37 Milliarden Reichsmark pro Jahr an. Er knüpfte allerdings daran die Bedingung, dass die Siegermächte Deutschland seine Kolonien wiedergeben und bei der Rückgewinnung des polnischen Korridors helfen sollten. Die Gläubiger wiesen diesen Vorschlag empört zurück. Schacht reiste nach Berlin und drängte die Reichsregierung darauf, die Verhandlungen platzen zu lassen. Das aber würde aller Welt demonstrieren, dass die Reparationen demnächst nicht gesenkt und womöglich die deutsche Zahlungsfähigkeit übersteigen würden. Schon begannen einige internationale Gläubiger, ihre kurzfristigen Kredite aus Deutschland abzuziehen. Unter diesen Umständen forderte das Kabinett Schacht auf, weiter zu verhandeln und wies ihn auf seinen eigenen Wunsch am 1. Mai 1929 an, einem Kompromissvorschlag, den der Ausschussvorsitzende Young in der Zwischenzeit ausgearbeitet hatte, zuzustimmen.
Vögler wollte die Verhandlungen lieber scheitern und die folgende Kreditkrise eintreten lassen, um die Unfähigkeit Deutschlands zu demonstrieren, jährlich zwei Milliarden Reichsmark Reparationen zu zahlen, und trat am 23. Mai zurück. Er wurde durch den Geschäftsführer des Reichsverbands der deutschen Industrie, Ludwig Kastl ersetzt, der gemeinsam mit Schacht konstruktiv an der Kompromisssuche mitarbeitete. Ob Schacht, der die Gläubigerforderungen weiterhin für unrealistisch hielt, dabei dem Wunsch der Reichsregierung folgte oder ernstlich glaubte, eine Einigung sei besser als gar keine Lösung, ist in der Forschung umstritten.
Das Zahlenwerk, das die vierzehn Experten am 9. Juni 1929 vorlegten, war im Wesentlichen das Werk des britischen Statistikers Sir Josiah Stamp. Die Zeitgenossen in Deutschland nannten ihn den „Neuen Plan“, nach dem Vorsitzenden des Ausschusses wird er meist „Young-Plan“ genannt.

### Die Haager Konferenzen
Die Regierungen der sechs Mächte, die die Erstellung des Young-Plans in Auftrag gegeben hatten, stimmten ihm noch im Juni grundsätzlich zu. Um die Übereinkunft vertraglich in Kraft zu setzen und die vorzeitige Räumung der letzten besetzten Zone des Rheinlands vereinbaren zu können, mussten Kabinettsmitglieder aber noch zu einer Konferenz zusammentreten. Briand und Stresemann verabredeten bei der Madrider Völkerbundstagung im Juni 1929, dass dort die „Generalliquidierung des Krieges“ beschlossen werden sollte, also die einvernehmliche und endgültige Regelung sämtlicher sich noch aus dem Weltkrieg ergebenen Fragen.
Die Konferenz tagte vom 6. bis zum 31. August 1929 in Den Haag und zeigte, dass die britisch-französische Solidarität in der Reparationsfrage mittlerweile zerbrochen war. Churchills Nachfolger als Schatzkanzler, der Labour-Politiker Philip Snowden zeigte sich, wie der kanadische Historiker Robert Boyce schreibt, „gedankenlos frankophob“ und vertrat eng verstandene britische Interessen: Für ihn waren drei Dinge zentral: Die Sachlieferungen, die den britischen Handel schädigen würden, müssten begrenzt werden, Großbritannien stehe nach dem 1920 in Spa festgelegten Verteilungsschlüssel ein höherer Anteil an den deutschen Reparationszahlungen und insbesondere an deren unter allen Umständen zu zahlendem Anteil zu. Insgesamt verlangte er eine Erhöhung der jährlichen britischen Reparationseinnahmen um umgerechnet 48 Millionen Reichsmark. Darüber geriet er in scharfe, auch persönliche Auseinandersetzungen mit seinem französischen Kollegen Henry Chéron. Dem deutschen Reichstagsabgeordneten Rudolf Breitscheid signalisierte Snowden, dass er bereit war, zur Not den ganzen Young-Plan platzen zu lassen. Dadurch werde zwar eine empfindliche Finanzkrise ausgelöst, aber der Transferschutz des Dawes-Plans bliebe ja in Kraft, wodurch „Deutschland in ein paar Monaten besser dran wäre als gegenwärtig“. Hierauf mochten sich die Deutschen aber nicht einlassen. Immerhin war, wie Finanzminister Rudolf Hilferding mitteilte, die Reparationsersparnis, die ein Inkrafttreten des Young-Plans mit sich bringen würde, im Haushalt 1930 bereits „restlos aufgebraucht“: Wenn der Young-Plan platze, würde das nicht nur eine Finanzkrise hervorbringen, sondern das Reich in sofortige Zahlungsschwierigkeiten stürzen.

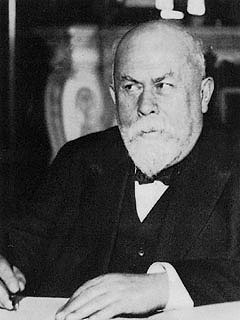
Henry Chéron, französischer Finanzminister 1928–1930 und 1932–1933

Snowden war in einer starken Verhandlungsposition, da sein Interesse an einer Inkraftsetzung des Young-Plans geringer war als das all seiner Kontrahenten. Daher beharrte der „eiserne Schatzkanzler“, wie er in Großbritannien bald bewundernd genannt wurde, über mehrere Wochen stur auf seinen Forderungen, wodurch auch die Verhandlungen über den Truppenabzug verzögert wurden. Aus innenpolitischen Gründen weigerte sich nämlich Briand, der mittlerweile zum elften Mal Ministerpräsident geworden war, vor Einigung in der Reparationsfrage einen Termin für die Räumung zu nennen. Eine Lösung wurde schließlich durch Umschichtungen innerhalb der Gläubigertranchen, vor allem aber auf Kosten des Deutschen Reichs erreicht. Deutschland verzichtete auf den so genannten surplus, das heißt die Differenz zwischen Dawes-Plan- und Young-Plan während der fünfmonatigen Übergangszeit in Höhe von 300 Millionen Reichsmark. Dadurch konnten die britischen Forderungen zu drei Vierteln befriedigt werden. In der Frage der Sachlieferungen schließlich fand man Kompromisslösungen. Nun war auch Briand bereit, in der Räumungsfrage nachzugeben und willigte auf den 30. Juni 1930 als Endtermin für das besetzte Rheinland ein, und auch die französische Forderung, die Entmilitarisierung des Rheinlands kontrollieren zu wollen, erhob er nicht mehr. Damit waren der Young-Plan und die Rheinlandräumung grundsätzlich beschlossene Sache, doch weil die Verhandlungen deutlich mehr Zeit in Anspruch genommen hatten als geplant, verabredete man, auf einer zweiten Konferenz die verbliebenen Restfragen zu klären.

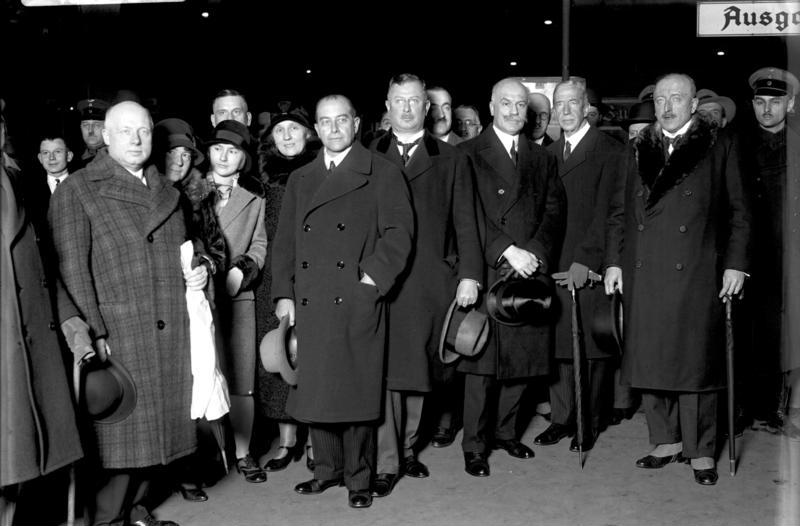
Die deutsche Delegation bei der zweiten Haager Konferenz: Reichsfinanzminister Paul Moldenhauer, Reichsaußenminister Julius Curtius, Minister für das besetzte Gebiet Joseph Wirth, ganz rechts Staatssekretär im Außenministerium Carl von Schubert

Die zweite Haager Konferenz fand vom 3. bis zum 20. Januar 1930 statt. Hier wurden Fragen zumeist technischer Natur geklärt: Eine zu gründende Bank für Internationalen Zahlungsausgleich (BIZ) sollte den Reparationsagenten ersetzen. Diskutiert wurde auch die Frage, ob, wie im Versailler Vertrag vorgesehen, die Gläubiger im Falle eines deutschen Zahlungsversäumnisses weiterhin Sanktionen verhängen durften. Zudem stand die Mobilisierung einer ersten Tranche der Reparationen auf der Tagesordnung. Zwar hatte sich in der Zwischenzeit mit dem New Yorker Börsenkrach vom 24. Oktober 1929 gezeigt, dass der amerikanische Kapitalmarkt auf absehbare Zeit außerstande wäre, den gesamten Wert der deutschen Reparationsschuld für die europäischen Gläubigermächte vorzufinanzieren, die somit die interalliierten Kriegsschulden bei den USA auf einen Schlag zurückzahlen wollten. Dennoch beharrte der neue französische Ministerpräsident André Tardieu (AD) getreu dem französischen Ziel, endlich finanzielle Sicherheit zu gewinnen, darauf, dass ein möglichst großer Teil mobilisiert und damit seinem Land sofort zur Verfügung gestellt würde. Um die Deutschen an einer Mobilisierung der Reparationen zu interessieren, schlug er vor, einen Teil der Young-Anleihe, wie das neue Finanzprodukt genannt wurde, an das Reich auszuzahlen. Da die Regierung Müller chronische Haushaltsprobleme hatte, willigte sie ein. In der Young-Anleihe wurden 200 Millionen Dollar Reparationen mit 100 Millionen US-Dollar für das Deutsche Reich gepoolt. Dadurch und weil man eine weitere Auslandsanleihe der Reichsregierung in das Vertragswerk einbezog, wurde ihre Kreditwürdigkeit im Ausland eng an ihre pünktliche Begleichung der Reparationen gekoppelt. Gleichzeitig musste der neue Außenminister Julius Curtius (DVP) die Endgültigkeit des Young-Plans feierlich bekräftigen und versprechen, dass Deutschland von den Möglichkeiten, die Reparationszahlungen aufzuschieben, nicht leichtfertig Gebrauch mache.
Aus deutscher Perspektive unvorteilhaft war ein weiteres Zugeständnis, das Curtius machen musste: Es war in den vergangenen Verhandlungen nämlich offengeblieben, wann die Reichsregierung die monatlichen Fälligkeiten überweisen musste: Während die Deutschen zum Ultimo zahlen wollten, beharrten die Gläubigermächte einhellig darauf, dass bereits in der zweiten Woche des Monats überwiesen werde. Über die gesamte Laufzeit des Young-Plans berechnet bedeutete dies für die deutsche Seite einen Zinsverlust und damit eine Verteuerung um 80 Millionen Reichsmark. Hierüber empörte sich Reichsbankchef Schacht. Er hatte bereits den Young-Plan in der Gestalt, wie er in Paris ausgehandelt worden war, für zu teuer für die deutsche Leistungsfähigkeit gehalten. Nachdem er auf der ersten Haager Konferenz zu Deutschlands Ungunsten noch einmal verschlechtert worden war, war er auf Oppositionskurs zur Reichsregierung gegangen und hatte einen weiteren Auslandskredit, den Finanzminister Hilferding zur Deckung von Haushaltslöchern brauchte, torpediert. Dennoch hatte ihn Curtius in die deutsche Delegation geholt, damit er beim Aufbau der BIZ mitarbeiten sollte. Als bekannt wurde, dass Deutschland ein weiteres Mal hatte nachgeben müssen, begann er in eigener Verantwortung politische Forderungen für den Aufbau der neuen Bank zu stellen, sodass das Organisationskomitee seine Arbeit erst einmal einstellte. Schacht musste von den Ministern regelrecht gezwungen werden, konstruktiv mitzuarbeiten, was er in der Folge auch tat. Der Eklat schadete jedoch dem Vertrauen der Gläubigermächte und namentlich Frankreichs in die deutsche Zahlungsbereitschaft. Am 2. April 1930 trat Schacht von der Leitung der Reichsbank zurück.
Dass der französischen Öffentlichkeit das Vertrauen in die deutsche Zahlungsbereitschaft fehlte, war der Grund für die langen und spannungsreichen Verhandlungen in der Sanktionsfrage. Tardieu meinte, dieser Tagesordnungspunkt sei nur deshalb „notwendig, weil es nun einmal den Parlamentarismus gibt“. Schließlich einigte man sich auf einen dilatorischen Formelkompromiss, wonach die Gläubigermächte ihre „volle Handlungsfreiheit“ zurückerhielten, falls der Internationale Gerichtshof feststellen sollte, dass das Deutsche Reich dabei sei, den Young-Plan zu „zerreißen“. Das könnte von den öffentlichen Meinungen der beteiligten Länder jeweils unterschiedlich interpretiert werden: Die Franzosen lasen darin die Chance, auf die robusten Sanktionsmöglichkeiten des Versailler Vertrags zurückzugreifen, während die Deutschen darin bloß die im Völkerrecht ohnehin jedem souveränen Staat zustehende Handlungsfreiheit erkannten. Nachdem auch diese Frage geklärt war, konnten der neue Plan und die Vereinbarung über die Rheinlandräumung am 20. Januar 1930 von den Regierungschefs der sechs Mächte unterzeichnet werden. Sie gaben dabei ihrer Hoffnung Ausdruck, dass „in naher Zukunft die Folgen des Weltkriegs als geregelt angesehen werden können.“

### Inhalt
Der Young-Plan sah eine deutsche Reparationsschuld in Höhe von umgerechnet 36 Milliarden Reichsmark vor. Diese Summe sollte verzinst bis zum Jahr 1988 zurückgezahlt werden, wodurch sich ein zu zahlender Gesamtbeitrag von 112 Milliarden Reichsmark ergeben hätte. Die Annuitäten sollten rasch von 1,7 Milliarden auf 2,1 Milliarden Reichsmark steigen, nach 1966 auf 1,65 Milliarden Reichsmark sinken. Nimmt man das Jahr 1930 als Grundlage, musste das Deutsche Reich jährlich durchschnittlich den Gegenwert von rund 12 Prozent seines Exports, von 2,5 Prozent seines Nettosozialprodukts und 7,3 Prozent seiner sämtlichen öffentlichen Einnahmen bezahlen.
Der Transferschutz des Dawes-Plans wurde abgeschafft, das heißt, das Reich war künftig selbst dafür verantwortlich, dass die aus dem Steueraufkommen aufgebrachte Summe in Devisen oder Sachleistungen an die BIZ überwiesen werden konnte. Diese Institution übernahm die Funktionen der im Versailler Vertrag vorgesehenen Reparationskommission, die ebenso wie das Amt des Generalagenten für Reparationszahlungen abgeschafft wurde. Ebenso verschwanden auch die Kontrollmöglichkeiten, die sich die Gläubigermächte im Dawes-Plan über die Deutsche Reichsbahn und die Reichsbank gesichert hatten, sowie der Wohlstandsindex, das heißt, Deutschland konnte sicher sein, dass die Annuitäten auch bei günstiger Konjunkturlage nicht stiegen. Die Sachlieferungen, mit denen es vielfach Unternehmen der Gläubigerländer Konkurrenz gemacht hatte, sollten nach zehn Jahren auslaufen. Die verbleibende Zahlungsverpflichtung in Devisen war aufgeteilt in eine so genannte ungeschützte Annuität, die unter allen Umständen in Devisen überwiesen werden musste und gleichbleibend 600 Millionen Reichsmark betrug. Dieser Teil der deutschen Reparationen kam den eigentlichen Reparationsgläubigern zugute – 40 % für Frankreich, für Großbritannien nur 22 %. Die mehr als doppelt so große so genannte geschützte Annuität konnte im Fall einer „verhältnismäßig kurzen Depression“ zunächst in Reichsmark transferiert werden. Die Devisen mussten aber spätestens im übernächsten Jahr nachgeliefert werden. In diesem Fall hatte ein so genannter Beratender Sonderausschuss zusammenzutreten, der einer Regierungskonferenz Vorschläge zu unterbreiten hatte, wie Deutschland seine Devisenprobleme werde überwinden können. Eine Änderung des Plans durfte er allerdings nicht vorschlagen, denn der Young-Plan erhob den Anspruch, die deutschen Reparationsverpflichtungen endgültig zu regeln. Im Fall eines Transferaufschubs hatte Frankreich einen Garantiefonds in Höhe von umgerechnet 500 Millionen Reichsmark einzurichten, aus dem die Devisenverluste der kleineren Gläubigermächte ausgeglichen werden sollten. Die geschützte Annuität war durch ein „Gleichzeitiges Memorandum“, das die Gläubigermächte dem Young-Plan beifügten, eng mit ihren interalliierten Kriegsschulden verkoppelt: Sollten die USA hier zu einem Nachlass bereit sein, würden sie diesen an Deutschland weitergeben. Dadurch, dass die ungeschützte Annuität auch im Krisenfall unbedingt gezahlt werden musste, räumte der Young-Plan ihr Seniorität vor der privaten Auslandsverschuldung ein: Im Krisenfall, wenn der private Schuldendienst etwa gestundet wurde, musste ein wichtiger Teil der Reparationen weiter überwiesen werden.
Der Young-Plan verkoppelte also die Reparationen mit den interalliierten Kriegsschulden, was die Regierung in Washington eigentlich hatte verhindern wollen. Young musste sich sogar gegen den Vorwurf verteidigen, er habe amerikanische Interessen verraten. Erst als er auf seinen Auftrag als strikt regierungsunabhängiger Experte verwies, erhielt er ein widerwilliges Dankesschreiben. US-Präsident Herbert Hoover gratulierte Young für die „mühsame Arbeit“, die die Experten unter seiner Leitung geleistet hatten; sie sei ein „überaus wichtiger Schritt in Richtung auf die Wiederherstellung des internationalen Vertrauens und der nationalen Stabilität“. Schon die folgenden Monate sollten zeigen, dass diese Annahme irrig war.

## Reaktionen

### Frankreich
Der Young-Plan wurde in Frankreich zumeist begrüßt. Die linke und die liberale Presse beurteilten ihn positiv. Nur auf der rechten Seite des politischen Spektrums wurde kritisiert, der Plan und die mit ihm einhergehende Räumung des Rheinlands beeinträchtige sowohl die finanzielle als auch die militärische Sicherheit der Republik. Es bildete sich ein „Komitee gegen die Rheinlandräumung und die Aufgabe des Saargebiets“. Es verfolgte das Ziel, durch Massenproteste und außerparlamentarischen Druck die Ratifizierung des Young-Plans zu verhindern. Dem Komitee schloss sich auch die rechtsradikalen Veteranenorganisation Croix de Feu an. Im Dezember 1929 erklärte deren Präsident, General Maurice Genay, man sei zwar pazifistisch, aber unbestreitbar erhebe sich in Deutschland eine starke nationalistische Bewegung: Gegen den Young-Plan werde geschickte Propaganda betrieben, obwohl der ohnehin nur ein Ersatz sei für eine definitive Sicherheit vor Deutschland, wie die Croix de Feu sie anstrebten.
Zwar erlangten diese und ähnliche Strömungen innerhalb der Öffentlichkeit keine Massenwirksamkeit. Da sich aber alle Regierungen der Jahre 1926 bis 1932 auf eine Koalition der politischen Mitte mit den Nationalisten und Rechtskatholiken zum Beispiel der Fédération républicaine stützten, entstanden hier Schwierigkeiten. So war es nicht gelungen, den Young-Plan bis Juli 1929 fertigzustellen, dem letztmöglichen Termin für die Ratifizierung des Abkommens über die interalliierten Kriegsschulden. Poincaré musste also die Kammer bitten, das Mellon-Bérenger-Abkommen zu ratifizieren, bevor Deutschland dem Young-Plan zugestimmt hatte. Sowohl die politische Rechte als auch die oppositionellen Sozialisten, die Briands Außenpolitik ansonsten unterstützen, bestanden auf der Verkoppelung beider Schulden, die von den USA aber strikt abgelehnt wurde. Der gesundheitlich bereits angeschlagene Ministerpräsident konnte nur dadurch die Ratifizierung durchsetzen, dass er die Vertrauensfrage stellte. Mit knapper Mehrheit stimmte die Kammer am 12. Juli 1929 dem Kriegsschuldenabkommen zu. Sie beschloss aber gleichzeitig den Vorbehalt, dass man es nur bedienen werde, solange man hinreichend Reparationen von Deutschland einnehme. Da eine vorbehaltliche Ratifizierung von den Vereinigten Staaten nicht anerkannt würde, wählte man hierfür eine andere Formulierung als im Senat, der zweiten Parlamentskammer. Dadurch erlangte der Vorbehalt keine Rechtskraft und das Schuldenabkommen wurde rechtskräftig. Poincaré trat wenige Tage später zurück. Sein Nachfolger wurde Außenminister Briand, der ein kurzlebiges, so genanntes „Ferienkabinett“ bildete, das sich in erster Linie die Verabschiedung des Young-Plans auf die Agenda schrieb. Er scheiterte bald an dem Paradox der französischen Verständigungspolitik, die den Idealen der politischen Linken folgte, aber von Mitte-rechts-Regierungen betrieben wurde. Als ein Abgeordneter der linksbürgerlichen Radikalsozialisten, die Briands Außenpolitik eigentlich unterstützten, im Oktober 1929 aus innenpolitischen Gründen eine Debatte über die Außenpolitik verlangte, stellte Briand die Vertrauensfrage. Der Premierminister unterlag – mehrere Abgeordnete seiner eigenen Mehrheit, denen seine Außenpolitik zu nachgiebig war, stimmten gegen ihn.
Sein Nachfolger wurde wieder André Tardieu. Ihm gelang es am 29. März 1930, für die Ratifizierung des Young-Plans eine eindrucksvolle Mehrheit in der Kammer zu sichern. Zu diesem Zweck hatte er die Parlamentsberatung, einem Wunsche mehrerer Abgeordneter der Fédération républicaine folgend, eigens so lange verzögert, bis der deutsche Reichstag zugestimmt hatte. Zum anderen überzeugte die Rede des neuen Finanzministers Paul Reynaud (AD), der eine überaus positive Bilanz zog: Der Young-Plan habe die Reparationen der Privatverschuldung Deutschlands gleichgestellt und sie somit abgesichert, er decke die interalliierten Kriegsschulden ab und erbringe einen Überschuss zum Wiederaufbau der im Krieg zerstörten französischen Gebiete. Zwar habe man die ursprünglich festgelegte Summe von 132 Milliarden Goldmark plus Zinsen opfern müssen, aber „dieses Opfer ist der Preis der endgültigen Lösung“. Das ursprüngliche Ziel, die Reparationen in großem Stil zu mobilisieren und somit die interalliierten Schulden auf einen Schlag zurückzuzahlen, erwähnte er nicht – eine Finanzaktion dieses Ausmaßes war nach dem New Yorker Börsenkrach vom Oktober 1929 vollends illusorisch geworden.
Nach der Verabschiedung des Young-Plans strebte die französische Regierung eine engere Zusammenarbeit mit dem deutschen Reich an. Tardieu nannte gegenüber dem deutschen Botschafter die „bewusste Annäherung an Deutschland“ als Ziel seiner Regierung. Briand legte am 17. Mai 1930, dem Tag des Inkrafttretens des Young-Plans, in Genf sein Memorandum zur Gründung einer Europäischen Union vor. Mit der als endgültig bezeichneten Lösung der Reparationsfrage und dem Abzug aus dem besetzten Rheinland schienen die letzten aus dem Versailler Vertrag herrührenden Streitpunkte liquidiert, der Weg schien frei für eine sichere und friedliche Zukunft.

### Deutschland

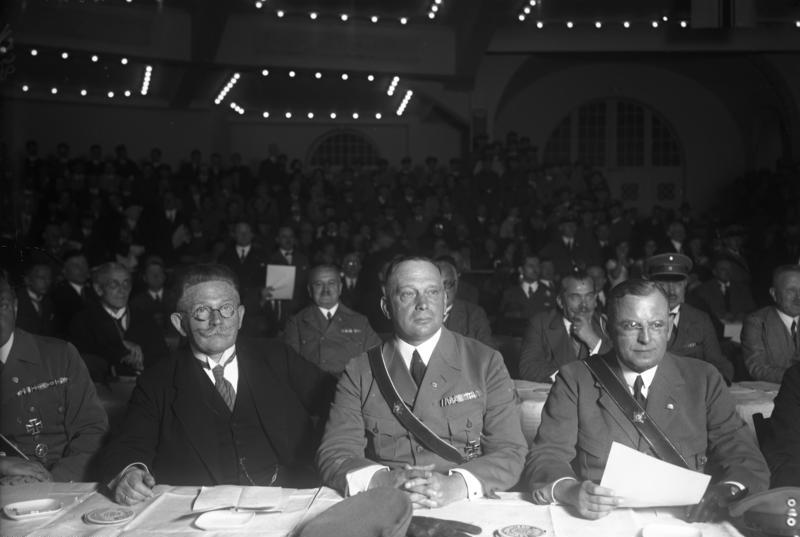
Hugenberg und die Stahlhelm-Führer Franz von Stephani und Franz Seldte bei einer Kundgebung für das Volksbegehren im Berliner Sportpalast

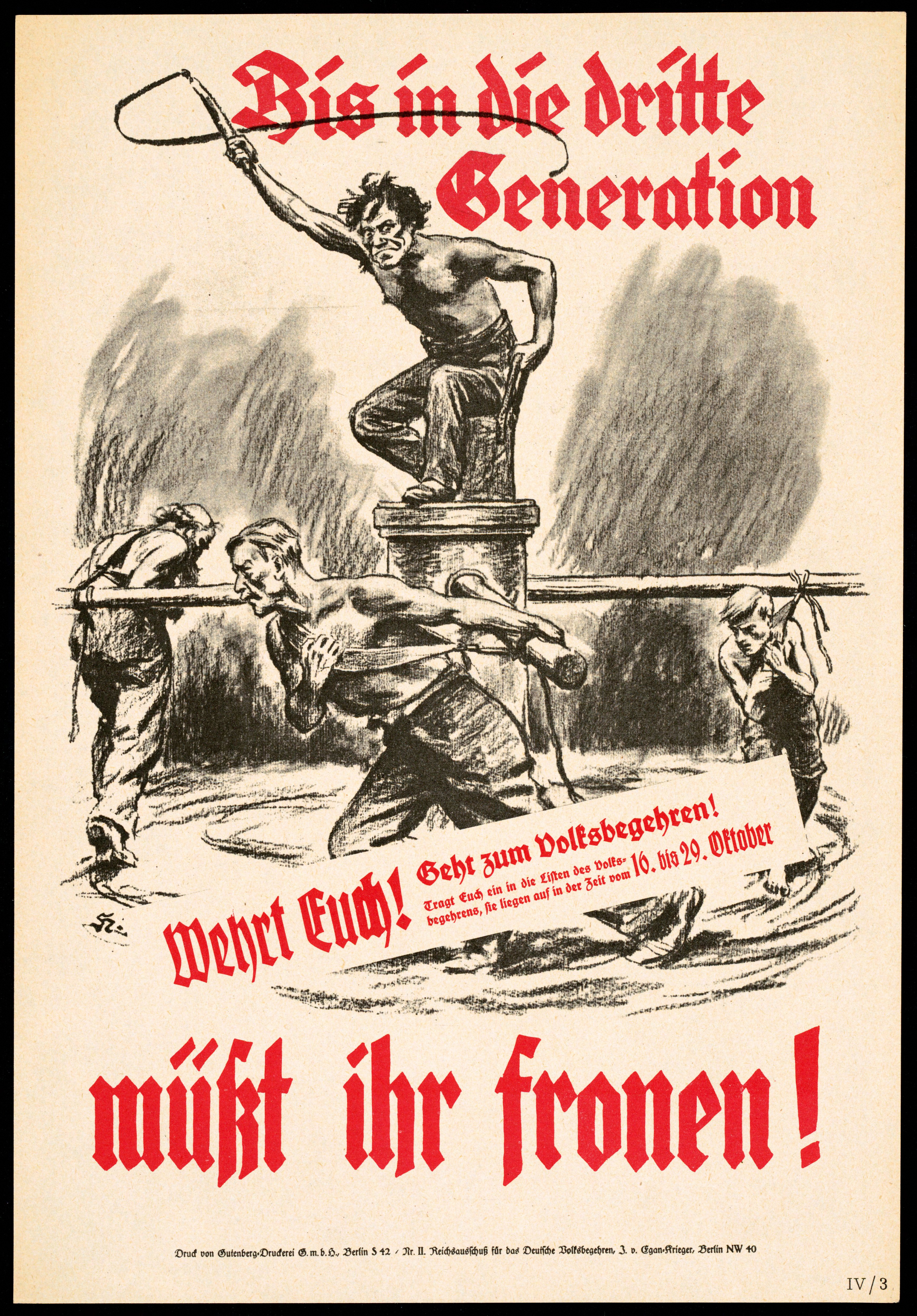
Plakat Herbert Rothgaengels zur Kampagne für das Volksbegehren 1929

In Deutschland wurde der Young-Plan von der Regierung Müller begrüßt: Zum einen brachte er die Räumung des Rheinlandes mit sich – zwölf Jahre nach Kriegsende verließen alle Besatzungstruppen deutschen Boden. Finanzminister Paul Moldenhauer (DVP) und sein Staatssekretär Hans Schäffer erhofften sich vom Young-Plan positive Auswirkungen auf die Konjunktur. Er bedeutete nämlich eine finanzielle Entlastung des Deutschen Reiches gegenüber bestehenden Abkommen. Dennoch versuchten die nationalistischen Vereinigungen Deutschnationale Volkspartei (DNVP), NSDAP und der Stahlhelm ihn im Wege einer Volksabstimmung zu Fall zu bringen. Der DNVP-Vorsitzende Alfred Hugenberg nannte den Plan eine „Maschinerie des Hochkapitalismus zur Unterjochung Deutschlands“, vor allem die lange Dauer der Zahlungsverpflichtung wurde in der nationalistischen Agitation hervorgehoben („Bis in die dritte Generation müsst ihr fronen!“). Sie gründeten im Juli 1929 den „Reichsausschuß für das Volksbegehren gegen den Young-Plan“. Am 22. Dezember 1929 stimmten die Bürger über das „Freiheitsgesetz“ ab, das den ganzen Versailler Vertrag revidieren sollte und die Bestrafung der Unterzeichner des Planes durch Zuchthaus wegen Landesverrats enthielt. Das Volksbegehren scheiterte in der zweiten Instanz, da für einen Erfolg des Volksentscheides die Zustimmung von 50 Prozent aller Wahlberechtigten nötig gewesen wäre, aber nur 13,8 Prozent von ihnen zur Abstimmung gingen. Am 23. März 1930 nahm der Reichstag die Young-Plan-Gesetze mit 270 zu 192 Stimmen an.

## Der Young-Plan in Kraft

### Änderung der deutschen Wirtschafts- und Finanzpolitik

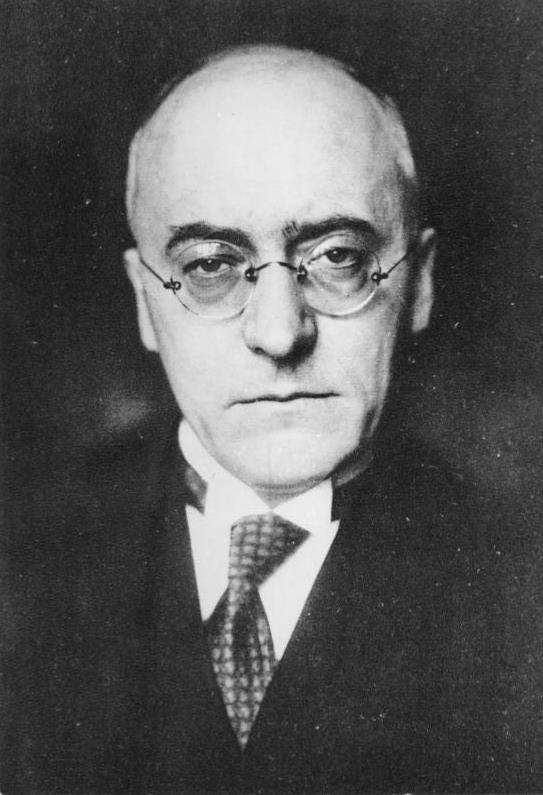
Heinrich Brüning

Am 17. Mai 1930 trat der Young-Plan rückwirkend zum 1. September 1929 in Kraft und die BIZ nahm ihren Geschäftsbetrieb auf. Schon vorher hatte ihr Managementteam Verhandlungen mit verschiedenen Finanzbehörden und Emissionshäusern aufgenommen, um die Ausgabe der Young-Anleihe zu fördern: Sie sollte an demselben Tag stattfinden, an dem auch die erste Reparationsrate nach dem Young-Plan überwiesen wurde, dem 15. Juni 1930.
Obwohl die BIZ eigentlich nur zur Einsammlung und Verteilung der deutschen Reparationen gegründet worden war, konnte sie auch internationale Bankkooperationen regulieren, die internationale Kapitalzirkulation erleichtern und den Welthandel befördern. Dennoch schienen die Aussichten dafür, dass Deutschland den Plan bis 1988 würde bedienen können, ungünstig: Nach dem Schwarzen Donnerstag waren immer weniger amerikanische Banken bereit, Kredite ins Ausland zu geben. Hinzu kam, dass mit dem Young-Plan die Reparationen Priorität vor der Bedienung der privaten Auslandsverschuldung hatten, was ausländische Banken davor zurückschrecken ließ, weiter Kredite nach Deutschland zu geben. Im Juni 1930 sackten die Kurse an der New Yorker Börse erneut ab und der Kongress verabschiedete den Smoot-Hawley Tariff Act: Die USA erhöhten damit ihre Zölle, was eine weltweite Welle des Protektionismus auslöste. Vor diesem Hintergrund wurde es immer weniger wahrscheinlich, dass Deutschland die zum Reparationstransfer nötigen Devisen durch einen Handelsbilanzüberschuss würde verdienen können. Dennoch gelang der Minderheitsregierung unter Kanzler Heinrich Brüning (Deutsche Zentrumspartei) genau dies: Sie reagierte auf die ersten Anzeichen der Weltwirtschaftskrise, die in Deutschland im April 1930 bemerkbar geworden war, durch rigorose Sparmaßnahmen und Steuererhöhungen. Auf diese Weise erreichte sie, dass die Importe noch stärker zurückgingen als die Exporte. Zu dem Handelsbilanzüberschuss trug auch die wachsende Arbeitslosigkeit und die damit einhergehende Konsumzurückhaltung bei.

### Reichstagswahlen 1930
Als Brüning im Sommer 1930 weitere Sparvorschläge als Notverordnung erließ, wurde diese von KPD, SPD und DNVP aufgehoben. Daraufhin löste Reichspräsident Paul von Hindenburg den Reichstag auf und erließ die Notverordnung erneut. Im nun beginnenden Wahlkampf spielte der Young-Plan eine zentrale Rolle. Namentlich Kommunisten und Nationalsozialisten denunzierten die Regierung und ihre Politik in Fortsetzung ihrer Agitation für das Volksbegehren als „Young-Regierung“, „Young-Sklaverei“, „Young-Elend“ usw. Dass die durch den Young-Plan erzwungene Austeritätspolitik der Regierung prozyklisch wirkte und die Krise noch verschärfte, wurde nicht durchschaut, trug aber zu ihrer Delegitimierung bei. Adolf Hitler etwa erklärte am 30. Juli auf einer Wahlversammlung in München:

„Gewiss ist der Young-Plan nicht das einzige Verbrechen, aber das letzte und deutlich sichtbarste, und der Krug geht solange zum Brunnen, bis er bricht – und er soll zerbrechen! Wir werden sorgen, daß in dem Wahlkampf die Schuld der Verderber Deutschlands klar herausgemeißelt wird.“

Tatsächlich profitierte seine Partei, die NSDAP, die bis dahin eine Splitterpartei gewesen war, stark von der verbreiteten Polemik gegen den Young-Plan: Bei den Reichstagswahlen vom 18. September 1930 erhielt sie 18,6 Prozent der Stimmen und wurde zweitstärkste Partei. Auch die KPD gewann Stimmen hinzu, alle anderen Parteien verloren den Rückhalt ihrer Wähler.
Unter Deutschlands Auslandsgläubigern löste das Wahlergebnis einen „Run auf die Devisenreserven der Reichsbank“ aus: Kurzfristige Kredite in Höhe von mehr als einer Milliarde Reichsmark, die die deutschen Banken, Unternehmen und Kommunen bei ausländischen Banken aufgenommen hatten, wurden nicht verlängert. Die Reichsbank sah sich gezwungen, den Diskontsatz zu erhöhen, was die Konjunktur weiter drosselte. Beruhigung brachte ein Überbrückungskredit in Höhe von 125 Millionen Dollar, den ein internationales Bankenkonsortium unter Führung von Lee, Higginson & Co. dem Deutschen Reich gewährte. Die Großbanken in Frankreich, das zunächst kaum vom Zusammenbruch der New Yorker Börse betroffen war, hatten sich daran eigentlich beteiligen wollen. Aus Furcht vor der französischen Öffentlichkeit zogen sie ihr Angebot aber zurück, da man glaubte, das Geld werde letztlich Hitler zugutekommen. Dazu hatte auch der ehemalige Reichsbankpräsident Schacht beigetragen, der bei einer USA-Reise im Oktober öffentlich erklärte, Deutschland könne die Reparationen nicht zahlen, weshalb es berechtigt sei, ein vollständiges Moratorium zu verhängen. Brüning müsse den Siegermächten des Weltkrieges „eine letzte Chance“ geben, Deutschland instand zu setzen, damit es zahlen könne. Brüning sah sich gezwungen, öffentlich zu dementieren, die Reparationszahlungen unterbrechen zu wollen.
Für die Regierung Brüning bedeutete das allgemein als verheerend empfundene Wahlergebnis aber eine Chance zur Stabilisierung, da die SPD aus Furcht vor einer weiteren Reichstagsauflösung, die noch stärkere Stimmengewinne der Nationalsozialisten nach sich gezogen hätten, zu einem Tolerierungskurs überging: Von nun an stimmte sie konsequent gegen alle Misstrauensanträge und Anträge auf Aufhebung der Notverordnungen, die die radikalen Parteien einbrachten.
Bereits seit dem Sommer 1930 hatte die Regierung Tardieu verschiedene Möglichkeiten sondiert, wirtschaftlich und finanziell enger mit Deutschland zusammenzuarbeiten. Dahinter stand sowohl das Motiv, die Weimarer Republik zu stabilisieren, als auch die Absicht, eben dadurch finanzielle und politische Sicherheit durch gewisse Garantien gegen die Revisionsforderungen der deutschen Rechtsparteien zu erlangen. Die französischen Angebote wurden auch nach den Septemberwahlen fortgesetzt und kamen erst im März 1931 zu Erliegen, als der Plan einer deutsch-österreichischen Zollunion bekannt wurde. Um die Aussichten einer französischen Finanzhilfe für Deutschland und die Gründe ihres Scheiterns entwickelte sich ab 2014 eine Historikerkontroverse.

### Tributaufruf und Hoover-Moratorium
Weil die Wirtschaftskrise die Steuereinnahmen immer weiter sinken ließ, wurde im Frühjahr 1931 ein weiteres Sparpaket fällig. Um es innenpolitisch abzufedern, überlegte man in der Regierung, außenpolitisch entschiedener aufzutreten und weitere Revisionen des Versailler Vertrags zu verlangen. So hatte das Kabinett bereits Briands Europa-Plan ein „Begräbnis erster Klasse“ (so Außenminister Curtius) bereitet und eine Zollunion mit Österreich vorbereitet, mit der sich das Anschlussverbot der Friedensverträge aushebeln ließ. Obwohl sich mittlerweile auch gemäßigte Kräfte wie der Allgemeine Deutsche Gewerkschaftsbund der Forderung angeschlossen hatte, der Young-Plan müsse revidiert werden, wollte Brüning die Reparationsfrage nicht neu aufrollen. Vielmehr empfahl er, sie in einem „Schwebezustand“ zu halten, indem Deutschland nach außen den Young-Plan strikt einhielt, nach innen aber Bereitschaft signalisierte, ihn baldmöglichst zu revidieren. Im Juni 1931 erließ die Regierung Brüning ihre zweite Notverordnung „zur Sicherung von Wirtschaft und Finanzen“ und veröffentlichte gleichzeitig einen Aufruf, in dem sie die Reparationen als „Tribute“ bezeichnete und dramatisch verkündete:

„Die Voraussetzungen, unter denen der neue Plan zustande gekommen ist, haben sich durch die Entwicklung, die die Welt genommen hat, als irrig erwiesen. Die Erleichterung, die der neue Plan nach der Absicht aller Beteiligten dem deutschen Volke bringen sollte und fürs erste auch zu bringen versprach, hat er nicht gebracht. Die Regierung ist sich bewußt, daß die aufs äußerste bedrohte wirtschaftliche und finanzielle Lage des Reichs gebieterisch zur Entlastung Deutschlands von untragbaren Reparationsverpflichtungen zwingt.“

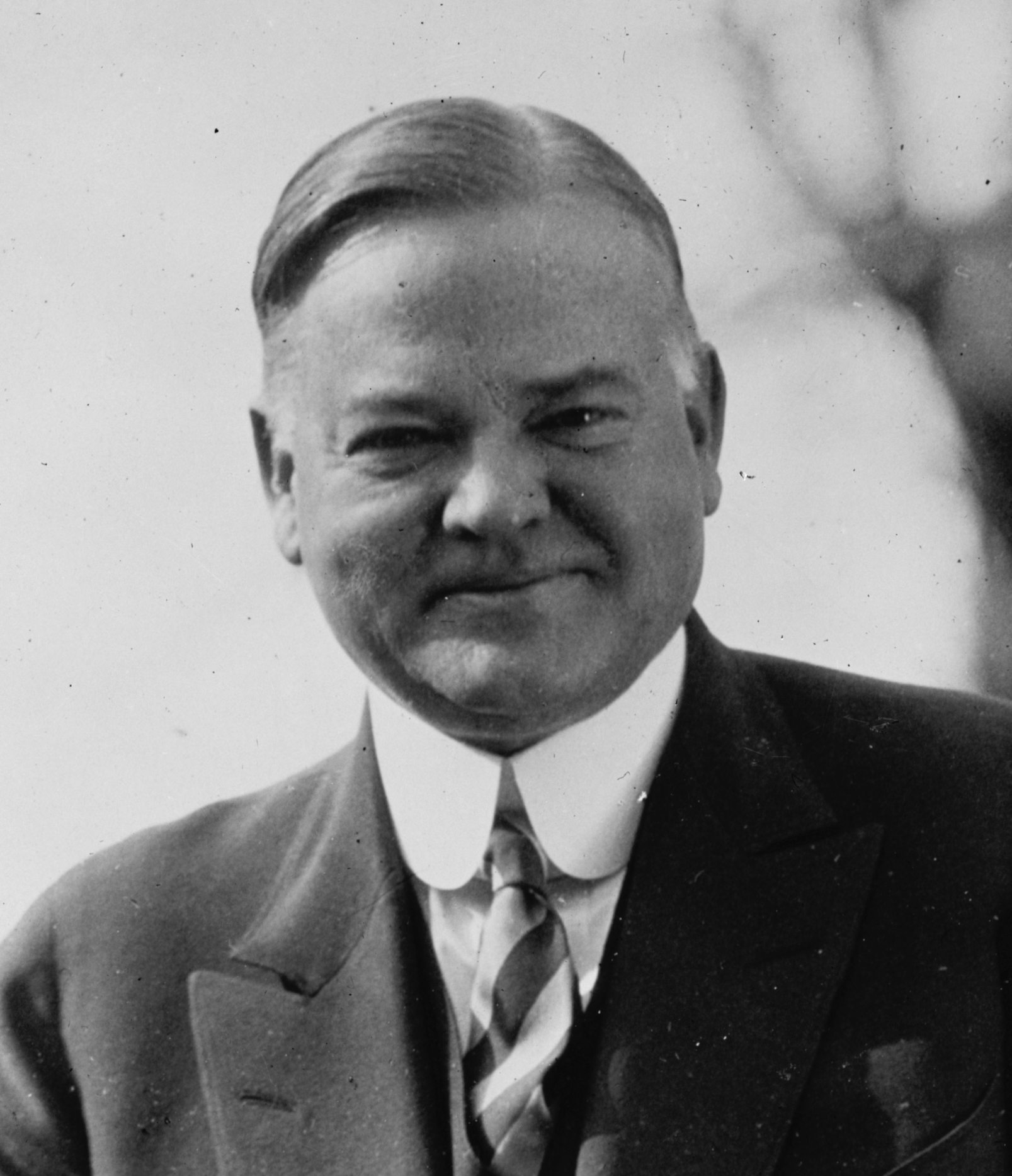
Der amerikanische Präsident Herbert Hoover

Gleichzeitig war Brüning zu einem Staatsbesuch nach Großbritannien gereist, wo wichtige Finanzexperten wie der Young-Plan-Experte Stamp und Sir Frederick Leith-Ross vom Finanzministerium mittlerweile meinten, der Young-Plan müsse revidiert werden. So verbreitete sich der irrtümliche Eindruck, konkrete Revisionsschritte der Reichsregierung stünden unmittelbar bevor. Ein Zahlungsausfall bei den Reparationen würde Rückwirkungen auf den Schuldendienst auch der privaten Auslandsverschuldung Deutschlands haben, weshalb nun ein weiterer Run einsetzte: Wieder verlor die Reichsbank Devisen im Wert von mehreren hundert Millionen Reichsmark, wenngleich bis heute unklar ist, ob das eher auf ausländische Kreditabzüge oder auf deutsche Kapitalflucht zurückzuführen war. Brüning bewirkte also genau das Gegenteil dessen, das er mit dem Aufruf bezweckt hatte: Wie der britische Wirtschaftshistoriker Leonard Gomes schreibt, verschreckte er just in dem Augenblick, als Deutschland dringend internationale Hilfe brauchte, mit der Andeutung, man werde womöglich den privaten Schuldendienst einstellen müssen, genau die Leute, die diese Hilfe noch leisten konnten. Dadurch „ruinierte er jede noch so geringe Chance, die Krise zu überwinden“, ohne die innenpolitische Empörung über die Notverordnung noch einfangen zu können. Am 13. Juni sah sich die Reichsbank gezwungen, den Diskontsatz auf sieben Prozent anzuheben, doch auch dies brachte den Devisenabfluss nicht zum Erliegen. Am 19. Juni lagen die Gold- und Devisenvorräte der Reichsbank nur noch knapp über der im Young-Plan festgeschriebenen Deckung von 40 % des Geldumlaufs. Damit war für Brüning und Reichsbankpräsident Hans Luther klar, dass sie die BIZ um eine Transferaufschub für die nächste Reparationsrate würden bitten müssen.
Tags darauf traf die überraschende Nachricht ein, der amerikanische Präsident Hoover wolle ein einjähriges Zahlungsmoratorium für alle intergouvernementalen Schulden vorschlagen, also sowohl für die Reparationen als auch für die interalliierten Kriegsschulden. Er ließ der Reichsregierung die Aufforderung zukommen, Reichspräsident Hindenburg solle ihn doch telegrafisch um einen solchen Schritt bitten. Weil die deutsche Regierung dem nicht rechtzeitig nachkam und Hoovers Vorhaben bereits an die amerikanische Presse durchgesickert war, veröffentlichte Hoover seinen Vorschlag am 20. Juni 1931, bevor der deutsche Hilferuf eingetroffen war.
Bislang war es offizielle Politik der Vereinigten Staaten gewesen, jede Verknüpfung von Reparationen und Kriegsschulden abzustreiten. Dass Hoover davon nun abwich und vorschlug, auf beide Schuldenarten zeitweise zu verzichten, lag an der Sorge, dass bei einem deutschen Staatsbankrott, der im Juni 1931 bevorzustehen schien, auch die amerikanischen Banken ihre Privatkredite würden abschreiben müssen, was eine Bankenkrise in den USA zufolge gehabt hätte. Bereits am 5. Juni hatte der Präsident die Idee mit Außenminister Henry L. Stimson und Finanzminister Andrew Mellon besprochen, doch dieser war mit Blick auf die Einkünfte aus den interalliierten Kriegsschuldenabkommen nicht begeistert. Umso mehr drängte Stimson, den ihm unvermeidlich erscheinenden Vorschlag zu machen: „Die Qual von so viel Zögern im Vorfeld ist eine große Belastung“. Hoover dagegen, wie Adam Tooze schreibt, „durchaus kein Freund der Wall-Street-Barone“, befürchtete zu Recht innenpolitischen Streit: Einerseits verurteilte der Senator William Borah jedes amerikanische Auslandsengagement. Borah kam großes politisches Gewicht zu, da er ein mächtiger Vertreter des isolationistischen Lagers war und den Vorsitz des United States Senate Committee on Foreign Relations führte. Andererseits musste Hoover mit Kritik der Opposition rechnen: Die Demokratische Partei (Vereinigte Staaten) würde ihm vorwerfen, sich zwar für die Rettung der Wall-Street-Banken einzusetzen, aber Regierungshilfe für die wachsende Zahl der Arbeitslosen im Land zu verweigern.

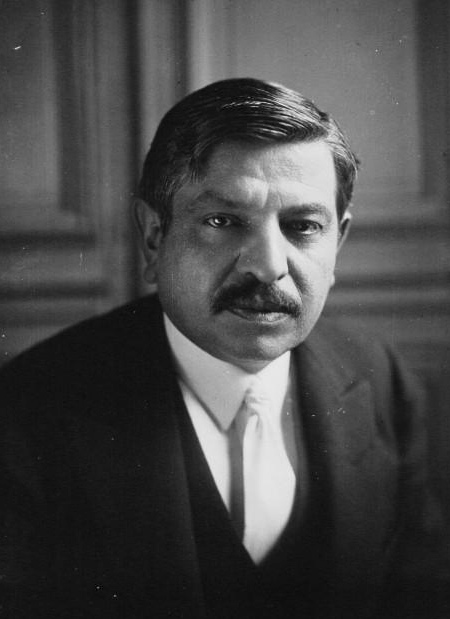
Der französische Ministerpräsident Pierre Laval

Hoovers Vorschlag wurde international weithin begrüßt. Die Gold- und Devisenabflüsse aus Deutschland hörten bis zum 22. Juni gänzlich auf, die Aktienkurse in London, Paris und Berlin zogen an. Unzufriedenheit herrschte nur bei den deutschen Nationalsozialisten vor. Joseph Goebbels fluchte in seinem Tagebuch: „Der Hoover-Vorschlag macht uns viel zu schaffen. Das wird unseren Sieg um etwa 4 Monate verschieben. Es ist zum Kotzen! Der deutsche Spießer ist auch zu blöde.“
Unzufrieden war man auch in Frankreich: Die Regierung Laval fühlte sich düpiert, weil sie nicht konsultiert worden war. Außerdem sollte Frankreich auf die ungeschützte Annuität verzichten, die nach dem Text des Young-Plans unbedingt zu zahlen war. Das bedeutete eine Einbuße von 2,5 Milliarden Franc (umgerechnet etwa 410 Millionen Reichsmark) für den französischen Haushalt. Bei der Debatte in der Abgeordnetenkammer, die vom Nachmittag des 26. bis zum frühen Morgen des 27. Juni andauerte, herrschte, wie der deutsche Botschafter Leopold von Hoesch nach Berlin meldete, eine so große Aufregung wie „seit [dem] Waffenstillstand […] nicht“. Der parteilose Ministerpräsident Pierre Laval gewann schließlich die Vertrauensabstimmung, weil er sich vom Parlament darauf verpflichten ließ, die Zahlung der ungeschützten Annuität und die „Notwendigkeiten einer Politik des Friedens und der wirtschaftlichen Zusammenarbeit“ durchzusetzen. Noch 1992 führte der amerikanische Wirtschaftswissenschaftler Barry Eichengreen den Zusammenbruch des internationalen Finanzsystems 1931 nicht etwa auf ein „Zuwenig an amerikanischer Führung“ zurück: „Es war das Versagen der Kooperation, konkret die mangelnde Kooperationsbereitschaft der Franzosen“.
In Großbritannien und den USA reagierten die Regierungen auf das faktische Nein, das die Franzosen dem Vorschlag Hoovers entgegensetzten, mit Empörung: Man warf der französischen Regierung kleingeistigen Egoismus vor und Schachern „wie die schlimmsten Juden“ (so der britische Premierminister Ramsay MacDonald von der Labour Party). Tatsächlich waren die Nettokosten, die das Moratorium für den amerikanischen Staatshaushalt bedeuteten, größer als die Summe, auf die Frankreich würde verzichten müssen. Die Schweizer Wirtschaftshistoriker Simon Banholzer und Tobias Straumann sehen den tieferen Grund für die französische Haltung in der Enttäuschung über die deutsche Politik nach der Rheinlandräumung. Die deutschen Regierungen setzen auf Nationalismus und neue Forderungen, den Versailler Vertrag zu revidieren. Die mit dem Rheinlandabzug erhoffte Vertiefung der gegenseitigen Annäherung schlug fehl.
Auf die Parlamentsdebatte folgte eine zweiwöchige „Verhandlungsschlacht“ (Hermann Graml) zwischen Finanzminister Pierre-Étienne Flandin (AD) und seinem amerikanischen Kollegen Mellon, der zufällig gerade in Europa war, um seinen in Cambridge studierenden Sohn zu besuchen. Das französische Kabinett verlangte unter anderem politische Garantien dafür, dass Deutschland ab Juli 1932 die Zahlungen wieder aufnahm und die Reparationsersparnis nicht zur Aufrüstung verwendete. All das wies Mellon zurück und wurde dabei durch diplomatische Proteste der Briten unterstützt, die ihr Botschafter Lord Tyrell an das Außenministerium am Quai d’Orsay übermittelte. Um die Verhandlungen abzukürzen, baten Amerikaner und Briten die an den Verhandlungen nicht beteiligten Deutschen um eine hilfreiche Geste, etwa eine politische Erklärung in dem Sinne, dass das Projekt einer Zollunion mit Österreich nicht weiterverfolgt, der geplante Panzerkreuzer B nicht gebaut oder für eine bestimmte Frist keine Forderungen nach einer Revision der Grenze zu Polen erhoben würden. Das wäre obendrein für die im nächsten Jahr geplante Genfer Abrüstungskonferenz günstig gewesen und hätten geholfen, der britischen Öffentlichkeit das Entgegenkommen gegenüber Deutschland plausibel zu machen. Aus Rücksicht auf die Reichswehr und den Reichspräsidenten, von dem sie innenpolitisch abhängig war, wies die Regierung Brüning aber diese Ansinnen schroff zurück und beklagte sich im Gegenteil noch über französische Erpressungsversuche.
Ohne diese deutsche Geste zogen sich die Verhandlungen bis zum 6. Juli 1931 hin, als endlich eine Einigung gefunden wurde, die Deutschland entlastete und die französischen Interessen zumindest scheinbar wahrte: Das Hoover-Moratorium wurde rückwirkend zum 1. Juli in Kraft gesetzt, Deutschland musste die ungeschützte Annuität weiterzahlen, bekam sie aber von der BIZ zurückgeliehen; den im Falle eines Transferaufschubs vorgesehenen Garantiefonds musste Frankreich nicht auffüllen. Für die Frage, was mit den deutschen Sachleistungen während des Moratoriums geschehen sollte, wurde ein Expertenausschuss eingerichtet.

## Das Ende des Young-Plans

### Die deutsche Bankenkrise

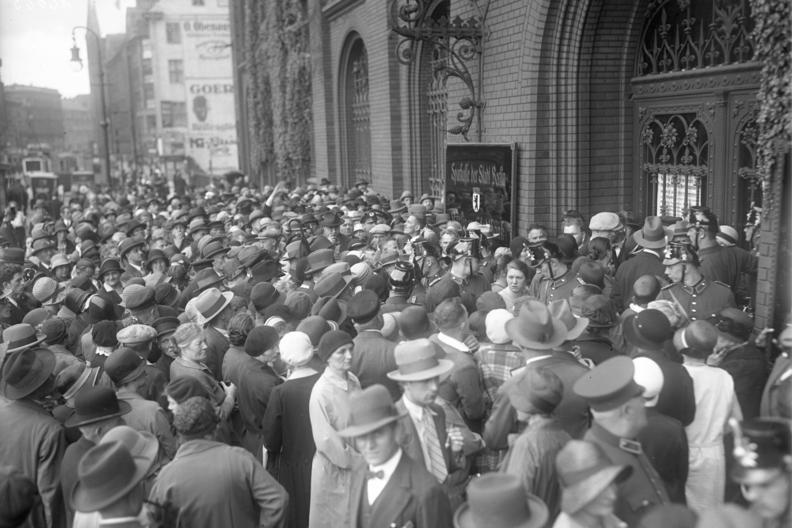
Massenandrang der Sparer vor der städtischen Sparkasse in Berlin, 13. Juli 1931

Nach nur einem Jahr Laufzeit war der Young-Plan außer Kraft gesetzt worden, die deutschen Zahlungen wurden nie wieder aufgenommen. Das Hoover-Moratorium war, wie der deutsche Historiker Eberhard Kolb schreibt, „der Anfang vom Ende der Reparationen“. Die Verzögerung, die der französische Widerstand mit sich brachte, unterminierte erneut das Vertrauen in die deutsche Zahlungsfähigkeit: Schon am 27. Juni hatten die Devisenabflüsse wieder eingesetzt. Die Reichsbank nahm bei den ausländischen Zentralbanken und der BIZ am 24. Juni einen Überbrückungskredit von über 100 Millionen Dollar auf, um die vorgeschriebene Notendeckung nicht zu unterschreiten. Das Geld war dadurch rasch aufgebraucht: Nun eskalierten die deutschen Transferprobleme in einer allgemeinen Finanzpanik: Am 4. Juli wurden beunruhigende Nachrichten über Zahlungsprobleme des Nordwolle-Konzerns bekannt, am 6. Juli geriet die Darmstädter und Nationalbank in Zahlungsschwierigkeiten; eine Reise des Reichsbankpräsidenten Luther nach London, Paris, Brüssel und Basel, auf der er die anderen Zentralbankgouverneuren um einen weiteren Hilfskredit bat, blieb erfolglos. Am 13. Juli 1931 folgte ein Run des Inlandspublikums auf die deutschen Banken, woraufhin die Regierung Brüning zwei Bankfeiertage verhängte; der internationale Zahlungsverkehr mit Deutschland kam völlig zum Erliegen. Mit der Unterschreitung der Notendeckung verließ Deutschland de facto den Goldstandard. Auch wenn die Reichsbank nominell an der Goldparität festhielt, wurde die Reichsmark eine Binnenwährung.

### Regierungsberatungen in Paris und London

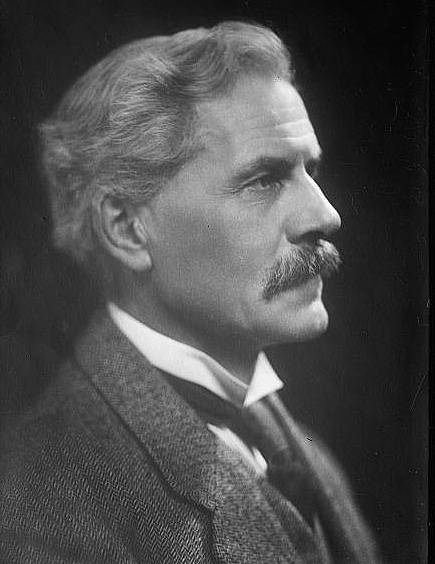
Der britische Premierminister Ramsay MacDonald

Nun ergriff die britische Regierung die Initiative, um die deutsche Zahlungsfähigkeit möglichst bald wiederherzustellen und zu beraten, was nach Ablauf des Hoover-Moratoriums geschehen solle. Die Regierung MacDonald glaubte nicht mehr, dass man im Sommer 1932 zum Young-Plan würde zurückkehren können. Nach Ansicht des Historikers Hermann Graml waren die Briten zu einer Politik des Appeasements übergegangen: Um das internationale Finanzsystem durch die Krise zu bringen, wollten sie den deutschen Revisionsforderungen entgegenkommen. In diesem Sinne schlug Außenminister Arthur Henderson am 16. Juli eine Konferenz über die finanzielle Lage Deutschlands vor, zu der sich Vertreter aller interessierten Länder in London treffen sollten. Dabei solle man, wie ein Mitarbeiter der britischen Botschaft in Washington im dortigen Außenministerium vorschlug, gleich über eine Revision des Young-Plans und eine Verlängerung des Hoover-Moratoriums beraten. Der Unterabteilungsleiter im Außenministerium der Vereinigten Staaten William Castle warnte, die Vereinigten Staaten würden nur teilnehmen, wenn die Tagesordnung der Londoner Konferenz auf Maßnahmen zur Überwindung der „gegenwärtigen Notlage“ beschränkt blieb.
Auch Ministerpräsident Laval und Außenminister Briand hatten Bedenken. Sie sagten ihre Teilnahme unter der Bedingung zu, dass vorher erfolgreiche französisch-deutsche Gespräche in Paris stattfanden. Bei diesen Beratungen kam nichts heraus: Brüning und Curtius bekamen in Paris am 18. und 19. Juli das Angebot einer langfristigen Anleihe in Höhe von 500 Millionen Dollar präsentiert, wofür die Franzosen als Gegenleistung ein „politisches Moratorium“ verlangten: Deutschland solle für fünf bis acht Jahre auf das Zollunionsprojekt, den Bau des Panzerkreuzers und alle Forderungen nach Grenzrevisionen verzichten; obendrein hätte dazugehört, entschieden gegen die Revisionspropaganda der radikalen Rechten vorzugehen und nach Ablauf des Moratoriums die Reparationszahlungen wieder aufzunehmen. Brüning und Laval schilderten einander die innenpolitischen Zwänge, unter denen sie jeweils standen. Die Delegationen berieten in guter Atmosphäre Kompromissformulierungen, bis Laval die Gespräche plötzlich abbrach: Weder er noch Brüning würden einen echten Kompromiss innenpolitisch überleben, weshalb man im Abschlusskommuniqué lediglich den „guten Verlauf“ des Besuchs hervorheben sollte.
Gemeinsam reiste man nach London, wo auch der amerikanische Außenminister Stimson eingetroffen war. Er war von Präsident Hoover instruiert worden, dass die Lösung nicht in einer neuen Anleihe bestehen könne, für die von Deutschland verlangt werden würde, auf eine Revision der Versailler Friedensordnung zu verzichten. Die Zugeständnisse, die Brüning in Paris hatte machen wollen, gingen ihnen bereits zu weit. Da die Banque de France gegen den Anleiheplan war, argwöhnte Castle, dass er insgesamt nur ein Trick sei, Konzessionen von Deutschland zu erhalten. Stattdessen schwebte dem Präsidenten vor, die amerikanischen Banken zu veranlassen, ihre an deutsche Empfänger gegebenen Kredite nicht zu kündigen und diese gleichzeitig dadurch zu sichern, dass Deutschland von seinen Reparationsverpflichtungen entlastet wurde. Das kam den Interessen von Premierminister MacDonald und Schatzkanzler Snowden entgegen, der am liebsten die Reparationen für eine dauerhafte Stabilisierung der deutschen Fähigkeit, die Privatverschuldung seiner Bürger zurückzuzahlen, geopfert hätte. Unter der Regie von Stimson und MacDonald, der der Konferenz vorsaß, empfahlen die in London versammelten Politiker nach zwei Tagen Beratung am 22. Juli daher lediglich, den Devisenabfluss aus Deutschland zu stoppen und den Zentralbankkredit zu verlängern. Die BIZ solle ein Expertenkomitee einberufen, das den weiteren Kreditbedarf Deutschlands zu prüfen habe. Die Franzosen hatten sich mit ihrem Standpunkt, Deutschland nur zu helfen, wenn es auf weitere Revisionen verzichtete, international isoliert.
Auf Anregung der Londoner Konferenz schlossen Bankenvertreter am 18. August in Basel ein Stillhalteabkommen: Sie vereinbarten, für ein halbes Jahr keine Kredite mehr aus Deutschland abzuziehen. Ab 1932 wurde das Abkommen dann regelmäßig verlängert. Eine Rückzahlung kam aufgrund der deutschen Devisenverkehrsbeschränkungen, die die Regierung Brüning ab August 1931 eingeführt und wiederholt verschärft hatte, ohnehin nicht in Frage. Endgültig wurde die Tilgung der deutschen Auslandsverschuldung erst 1953 im Londoner Schuldenabkommen geregelt.

### Der Layton-Ausschuss
Ebenfalls auf Anregung der Londoner Konferenz trat im Juli 1931 ein von der BIZ einberufenes Gremium internationaler Finanzexperten zusammen, der Layton-Ausschuss. Den Vorsitz hatte wieder ein Amerikaner inne, nämlich der Bankier Albert H. Wiggin. Die Experten sollten prüfen, wie Deutschland wieder kreditwürdig werden könne und legte am 18. August seinen Abschlussbericht vor, der im Wesentlichen von dem Herausgeber der britischen Zeitschrift The Economist Sir Walter Layton verfasst war. Darin hieß es, dass Deutschland eine langfristige Anleihe brauche, seine Kreditwürdigkeit aber erst dann wiedererlangen werde, wenn die internationale politische Lage stabilisiert worden sei. Mit Blick auf den weltweit grassierenden Protektionismus stellte der Bericht fest, dass es widersprüchlich sei, einerseits „die jährliche Zahlung großer Summen von Schuldner- an Gläubigerländer“ zu verlangen, andererseits dem durch Einschränkung des freien Güterverkehrs Hindernisse in den Weg zu legen: So nämlich müsse Deutschland fortfahren, seinen Import zu drosseln und seinen zu Export forcieren, was „im allgemeinen Interesse […] höchst unerwünscht“ sei. Die Kritik an den politischen Schulden war vergleichsweise scharf formuliert. Noch deutlicheren Formulierungen, wie Layton sie zunächst vorgeschlagen hatten, wollte der französische Experte Moreau nicht zustimmen. Dass mit den Ausdrücken „gegenseitiges Vertrauen“ und „finanzielle Stabilität“ der Bericht die Notwendigkeit ausdrückte, den Young-Plan zu revidieren, war allen Sachkennern aber deutlich. Die Experten spielten den Ball also wieder zurück an die Politiker, die, weil sie sich auf der Londoner Konferenz nicht hatten einigen können, ihnen die Entscheidung übertragen hatten. Nun konnte eine Revision des Young-Plans kein Tabu mehr sein.

### Die französische Doppelinitiative
Nun wurde Laval aktiv: In einer Doppelinitiative versuchte er im Herbst 1931 einerseits, die deutsche Zahlungsfähigkeit bzw. das internationale Vertrauen in sie durch einen Ausbau der bilateralen Wirtschaftszusammenarbeit zu heben. Andererseits wollte er die USA dazu veranlassen, die interalliierten Schuldenrückzahlungen parallel zur absehbaren Senkung der Reparationen zu senken. Um dies zu erreichen, besuchte er Ende September 1931 Berlin und einen Monat später Washington. Beide Besuche fanden in konstruktiver Atmosphäre statt, in Deutschland wurde auch die Bildung einer deutsch-französischen Wirtschaftskommission verabredet, die bis Mitte 1932 Einfuhrkontingente für verschiedene Warengruppen vereinbarte. Danach versandete ihre Tätigkeit.
In Washington hatte Laval scheinbar größeren Erfolg. Er stimmte mit Präsident Hoover darin überein, dass sowohl die Reparationen als auch die interalliierten Schuldenrückzahlungen gesenkt werden müssten. Hoover soll ihm nach französischen Quellen sogar zugesagt haben, die USA würden dabei mit Frankreich zusammenarbeiten; von der französischen Zahlungsfähigkeit, die immer noch gut war, wolle man dabei nicht mehr ausgehen. Dass sich Laval auf diese nur mündlich (und vielleicht auch gar nicht) gegebene Zusage verließ, war, wie Robert Boyce meint, zwar reines Wunschdenken. Dennoch teilte er mit dem amerikanischen Präsidenten die Einschätzung, dass nun der Beratende Sonderausschuss einberufen werden müsse, um den Young-Plan zu revidieren.
In der Zwischenzeit hatte das internationale Finanzsystem einen weiteren Stoß erlitten: Am 21. September 1931 hatte die Bank of England den Goldstandard aufgegeben. In der Folge sank der Wechselkurs des Pfund Sterling, andere Zentralbanken folgten. Dies verbesserte zwar die Terms of Trade der Staaten mit abgewerteter Währung, verteuerte aber auch die deutschen Exporte, da das Reich durch den Young-Plan verpflichtet war, beim Goldstandard zu bleiben. Gleichzeitig erhöhten Länder, die am Goldstandard festhielten, ihre Zölle, die deutschen Exporte gingen drastisch zurück. All das ließ die Chancen sinken, dass Deutschland in naher Zukunft einen ausreichenden Außenhandelsüberschuss würde erwirtschaften können, um Reparationen zu bezahlen. Der Kurs der Young-Anleihe stürzte Ende September auf nur noch 40 % des Ausgabekurses ab.

### Der Beratende Sonderausschuss
Die Deutschen waren von dem amerikanisch-französischen Ansinnen, den Beratenden Sonderausschuss einzuberufen, nicht begeistert. Als Instrument des Young-Plans schien er ihnen ungeeignet, diesen loszuwerden; obendrein steckte die Regierung Brüning angesichts der neu geschaffenen Harzburger Front der Rechtsradikalen und den Forderungen des Reichspräsidenten, sich stärker nach rechts zu orientieren, in innenpolitischen Schwierigkeiten. Nach einer Umbildung seines Kabinetts versuchte Brüning für die kommenden Beratungen eine Priorität für Deutschlands private kurzfristige Auslandsverschuldung durchzusetzen, doch die Franzosen bestanden darauf, dass nach dem Young-Plan umgekehrt die Reparationen Priorität hatten. Am 20. November 1931 fand man schließlich einen Kompromiss: Deutschland beantragte bei der BIZ die Einberufung des Beratenden Sonderausschusses, fügte aber in den Antragstext einen Hinweis auf seine kurzfristige Verschuldung ein, für die das Stillhalteabkommen im Februar 1932 auslief. Brüning instruierte den deutschen Experten Carl Melchior, er solle keiner endgültigen Regelung zustimmen, es sei denn, einer vollständigen Streichung der Reparationen, und insbesondere betonen, dass sich die Weltwirtschaft nur erholen könne, „wenn sie sich durch künftige deutsche Reparationsleistungen nicht weiter bedrückt fühlt“. Gleichzeitig betonte er, dies sei keine Instruktion, da Melchior „ja als unabhängiger Sachverständiger zu fungieren habe“. Die Richtlinien für die anstehende Revision des Young-Plans, die das französische Finanzministerium am 5. November vorgelegt hatte, sahen dagegen vor, dass Deutschland ab Juli 1932 die ungeschützte Annuität weiterzuzahlen hätte, abgesichert über Schuldverschreibungen der Reichsbahn; die geschützte Annuität sollte ebenso wie die interalliierten Schulden für weitere zwei Jahre gestundet werden. Diese Position bekräftigte Laval am 26. November vor der Abgeordnetenkammer: Es sei jede endgültige Regelung abzulehnen, die nicht mit einer gleichzeitigen Senkung der interalliierten Kriegsschulden einherging. Auch eine Seniorität der deutschen Privatverschuldung vor den Reparationen sei inakzeptabel.
Unter diesen Voraussetzungen konnte der Beratende Sonderausschuss, der unter dem Vorsitz des italienischen Finanzexperten Alberto Beneduce am 8. Dezember 1931 in Basel zusammentrat, keine definitive Lösung des Reparationsproblems vorschlagen, die die Briten für unbedingt notwendig hielten, damit das Vertrauen der Kapitalmärkte in die deutsche Zahlungsfähigkeit zurückkehrte und die Weltwirtschaftskrise abebbte. Statt klare Empfehlungen zu geben, spielte der Bericht, den der Sonderausschuss am 23. Dezember vorlegte, den Ball wieder zurück ins Feld der Politiker: Er konstatierte, dass für die verheerende Lage der deutschen Wirtschaft nicht die Regierung Brüning verantwortlich sei, deren Anstrengung ausdrücklich gelobt wurden. Vielmehr wurden als eine der Ursachen der Weltwirtschaftskrise die intergouvernementalen Zahlungsverpflichtungen genannt. Schließlich erklärte der Bericht, dass die Krise deutlich über die im Young-Plan genannte „verhältnismäßig kurze Depression“ hinausging: Anders als dort prognostiziert, sei der Welthandel geschrumpft und der Goldpreis gesunken, was die deutschen Annuitäten real verteuere. Abschließend hieß es:

„Die Aufrechterhaltung der Stabilität der deutschen Währung, wie die jeder anderen Schuldnernation, kann in größte Gefahr gebracht werden, wenn das Vertrauen der Kapitalgeber verloren geht.“

Die Experten – unter ihnen auch der völlig isolierte Franzose Charles Rist – räumten also der Wiederherstellung der deutschen Kreditwürdigkeit Priorität vor der Wiederaufnahme der Reparationszahlungen ein. Damit hatten sie, wie der Historiker Hermann Graml bemerkt, „dem Young-Plan das Todesurteil ausgefertigt.“
Am gleichen Tag sprach sich der Kongress der Vereinigten Staaten kategorisch gegen jede Senkung, geschweige denn Streichung der interalliierten Kriegsschulden aus. Das waren keine guten Aussichten für die Reparationskonferenz, zu der MacDonalds National Regierung für den 18. Januar 1932 nach Lausanne einlud. Sie wollte baldmöglichst eine endgültige Lösung des Reparationsproblems finden, um das Vertrauen der Kapitalmärkte in Deutschlands Zahlungsfähigkeit wiederherzustellen – eine Aufgabe, an der die Experten des Beratenden Sonderausschusses gescheitert waren. Von der Wiederkehr dieses Vertrauens erhofften sich die Briten auch die Rettung der Kredite, die Londoner Banken nach Deutschland gegeben hatten. Aus diesem Grund trat die Treasury für eine Streichung der Reparationen ein. Dabei war klar, dass alle Seiten Abstriche von ihren reparationspolitschen Zielen würden machen müssen. Doch Kanzler Brüning legte sich am 9. Januar 1932 auf die Maximalposition fest: In einem angeblichen Interview mit der Nachrichtenagentur WTB – in Wirklichkeit waren Fragen und Antworten in der Reichskanzlei formuliert worden – erklärte er, Deutschland könne weder jetzt noch jemals in Zukunft Reparationen zahlen: „Das System solcher politischen Zahlungen“ führe nur zu Unheil für Deutschland und die ganze Welt. Ähnliches hatte er am Tag zuvor dem britischen Botschafter Sir Horace Rumbold mitgeteilt. In London war man enttäuscht, denn die Regierung seiner Majestät hatte geglaubt, mit Deutschland an einem Strang zu ziehen. Außenminister John Simon schrieb, die Deutschen erschienen „als Leute […], die immer darum bitten, dass man etwas für sie tue, und nie bereit sind, etwas als Gegenleistung zu tun“. Noch größer war die Empörung in Frankreich: Laval ließ Reservisten einberufen und entsandte Truppen an die Ostgrenze, Finanzminister Flandin drohte, die Banque de France würde ihren Anteil an dem Überbrückungskredit vom Juni 1931 zurückziehen. Die französische Regierung formulierte ein scharfes Protestschreiben und erklärte, sie würde den Termin der Lausanner Konferenz nicht einhalten können. Die Endregelung der Reparationen wurde daraufhin verschoben.
Die Vertagung hatte innenpolitische Gründe: Sowohl in Deutschland als auch in Frankreich standen im Frühjahr Wahlen an – die Reichspräsidentenwahl 1932 am 13. März und 10. April und die Parlamentswahlen in Frankreich am 1. und 8. Mai 1932. Während des Wahlkampfs wollte keine Seite die nötigen Kompromisse eingehen.

### „Hundert Meter vor dem Ziel“
Brüning konnte zwar die Wiederwahl Hindenburgs erreichen, doch dass dies nur mit den Stimmen der ehemaligen „Reichsfeinde“, nämlich der Zentrumsanhänger und der Sozialdemokraten möglich gewesen war, trug zur Entfremdung zwischen Kanzler und Reichspräsident bei. Ähnlich wirkte das Verbot der SA: Die Regierung Brüning setzte dies am 13. April 1932 durch. Auch Meinungsverschiedenheiten um die Agrarsubventionen der sogenannten Osthilfe erzürnten den Reichspräsidenten. Um sich des Vertrauens des Staatsoberhaupts zu versichern, warnte Brüning in einer Rede vor dem Reichstag am 11. Mai 1932, man dürfe nicht seine „Ruhe auch innerpolitisch verlieren, die, meine Damen und Herren, an den letzten hundert Metern vor dem Ziel das absolut Wichtigste ist.“ Dieser häufig zitierte Ausspruch bedeutete keineswegs, dass er überzeugt gewesen wäre, alsbald die Streichung der Reparationen durchsetzen zu können: Staatssekretär Hans Schäffer beurteilte Brünings Aussichten dafür skeptisch: 

„Entweder setzt er das in [… Lausanne] nicht durch, dann gibt es im Innern eine Riesenenttäuschung, und die Furcht vor einer solchen Enttäuschung wird ihn vielleicht veranlassen, an sich vernünftige Vorschläge […] nicht anzunehmen. Oder er hat die Aussicht, sie durchzusetzen, dann wird diese Lösung von den Franzosen mit politischen Dingen belastet werden, die schlimmer sind als die Zahlung geringfügiger Beträge, und die im Innern auf die Dauer noch größere Schwierigkeiten machen.“

Hermann Graml verweist in gleichem Sinne auf eine Äußerung Brünings vom 27. Mai, wonach sich ein vollständiger Verzicht der Gläubiger auf die Reparationen „kaum sofort“ werde „durchsetzen lassen, wenigstens noch nicht auf dieser Konferenz.“
Brünings „Ausflug in die Demagogie“ (Henning Köhler) verfing nicht: Am 30. Mai 1932 teilte Hindenburg ihm mit, er werde keine seiner Notverordnungen mehr unterschreiben. Daraufhin trat der Reichskanzler zurück. Sein Nachfolger wurde der rechte Zentrumspolitiker Franz von Papen. Er stellte ein reines Präsidialkabinett hauptsächlich aus Adligen zusammen, das im Reichstag nur noch von der DNVP unterstützt wurde. Von Frankreich hatte ein solches „Kabinett der Barone“ wenig Entgegenkommen zu erwarten: Der französische Botschafter André François-Poncet notierte in sein Tagebuch: „Ende der parlam[entarischen] Demokratie in Deutschland […] Man prognostiziert eine Milit[är]diktatur vor der nationalsozialistischen Diktatur“.

### Die Konferenz von Lausanne

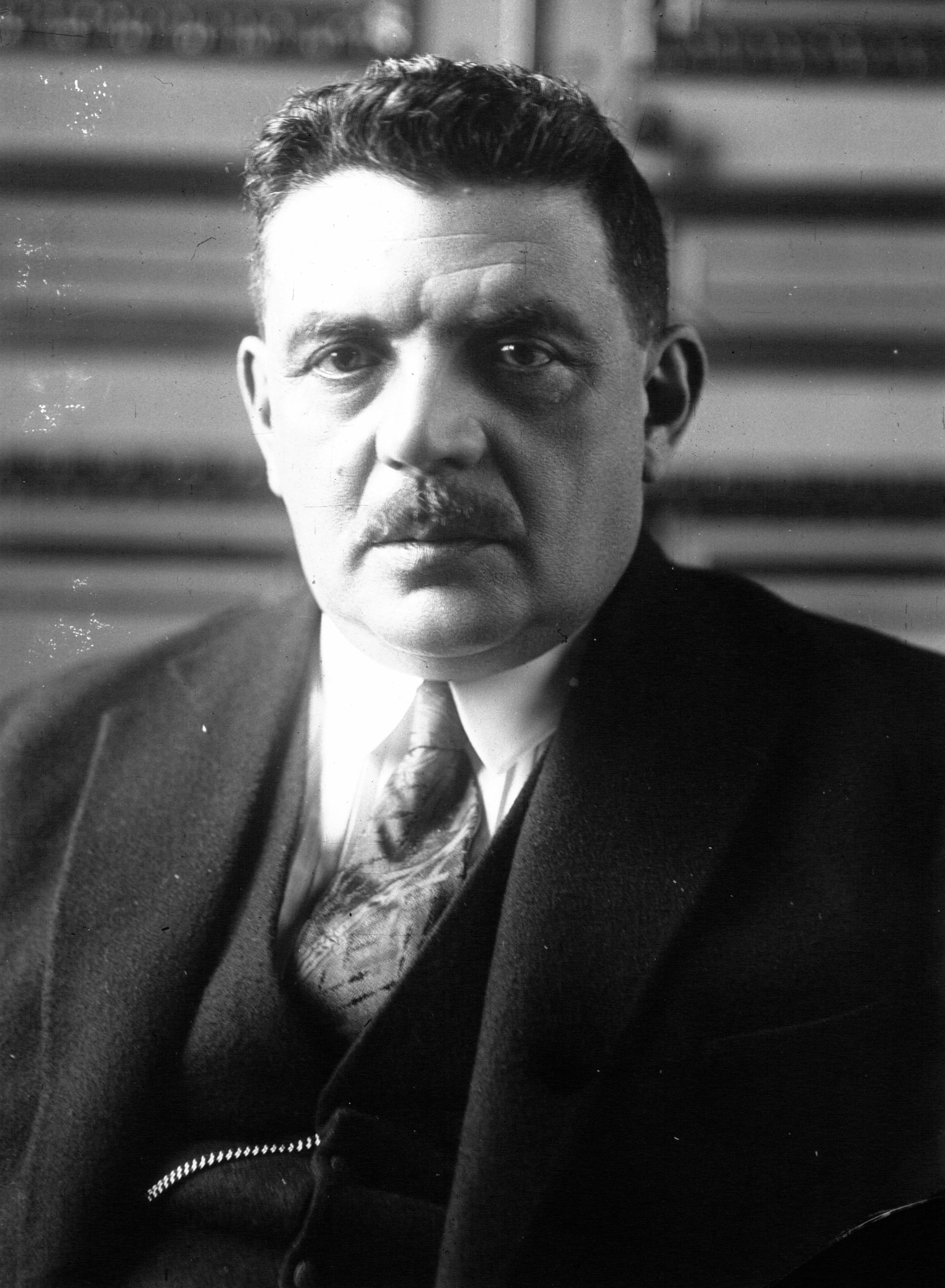
Der französische Ministerpräsident Édouard Herriot

Auch in Frankreich gab es eine neue Regierung: Die linksbürgerlichen Radikalsozialisten gewannen die Parlamentswahlen vom 8. Mai 1932 und bildete mit zwei anderen Linksparteien eine Koalitionsregierung unter Ministerpräsident Édouard Herriot. Die neue Regierung schien gute Aussichten für die bevorstehende Konferenz von Lausanne zu verheißen, da die französische Linke reparationspolitisch konzilianter war und Herriot in seiner ersten Amtszeit als Ministerpräsident 1924 bei der Behebung der Ruhrkrise gut mit dem seinerzeit ebenfalls amtierenden MacDonald zusammengearbeitet hatte. Wirtschaftlich waren die Aussichten dagegen trüber: Der Wahlerfolg der Linken hatte die Börsenkurse einbrechen lassen, das Haushaltsdefizit belief sich auf fünf Milliarden Franc. Zwar war nach der Abkopplung des Pfunds vom Gold Fluchtkapital in großen Mengen nach Frankreich geströmt, das am Goldstandard festhielt, doch wussten Finanzexperten, wie flüchtig solche Kapitalbewegungen waren. Am 11. Juni machten der britische Premierminister MacDonald und Außenminister Simon auf dem Weg nach Lausanne Station in Paris und bereiteten mit Herriot die bevorstehende Konferenz vor. Am liebsten hätten sie die Reparationen vollständig streichen lassen, doch das konnte Herriot nicht zugestehen. Bereits vorab hatten die britischen Vertreter ihm signalisiert, Großbritannien wäre zu einer „vollständige[n] Entente mit Frankreich“ bereit. Mit diesem sehr weitgehenden sicherheitspolitischen Versprechen erreichte MacDonald die Zusage Herriots, dass Deutschland für die Dauer der Konferenz von allen Reparationsforderungen befreit bleiben werde – am 1. Juli 1932 lief ja das Hoover-Moratorium ab. Herriot setzte durch, dass Deutschlands Reparationszahlungen damit nur aufgeschoben, aber nicht annulliert seien. Außerdem kam der Konsens zustande, dass die anzustrebende Regelung „im Rahmen einer Gesamtlösung“ stehen werde, also unter Berücksichtigung auch der interalliierten Kriegsschulden.
Auf der Konferenz, zu der die Vertreter der Signatarmächte des Young-Plans und zehn weiterer Staaten am 16. Juni im Hotel Beau-Rivage zusammenkamen, übernahm MacDonald, ähnlich wie ein knappes Jahr zuvor in London, die Regie. Herriot eröffnete das Staatentreffen mit einer Rede: Wegen des Grundsatzes der „Heiligkeit der Verträge“ müsse man am Young-Plan festhalten, eine vollständige Entlastung Deutschland würde ihm einen unbilligen Wettbewerbsvorteil gewähren. Daraufhin erwiderte MacDonald, dass alle Verträge revidiert werden könnten und dass im Augenblick die Überwindung der Weltwirtschaftskrise im Vordergrund stehe. In bilateralen Beratungen drohten die Briten sogar, weitere französische Intransigenz würde sie in eine Einheitsfront mit Deutschland zwingen. Herriot signalisierte nun, dass er auch mit einer deutschen Restzahlung einverstanden wäre. Im Lauf der mehrwöchigen, zähen Verhandlungen machte Papen ein Zahlungsangebot und gab damit zu, dass Deutschland nicht komplett zahlungsunfähig sei. Die britischen Vertreter steuerten ihre deutschen Verhandlungspartner daraufhin in diese Richtung. Herriot kamen sie mit dem Vorschlag entgegen, dass das abzuschließende Abkommen erst ratifiziert werden würde, wenn die USA ihre Zustimmung gegeben hätten, in eine analoge Senkung der interalliierten Kriegsschulden einzuwilligen. Dies bedeutete, dass beide Schuldenarten miteinander verknüpft wurden, wie die Franzosen es seit Langem forderten. Den deutschen Vertretern sagte MacDonald zu, sie hätten die Restzahlung erst zu leisten, wenn sich ihr Auslandskredit erholt hätte – also vielleicht nie. Papens Ideen zu politischen Gegenleistungen wie einer Anerkennung einer militärischen Gleichberechtigung Deutschlands und einer Erklärung, dass es nicht allein schuld am Ausbruch des Weltkriegs gewesen sei, erteilte er eine Absage. Schließlich willigten Deutsche und Franzosen nach zähem Feilschen in eine Abschlusszahlung im Wert von drei Milliarden Reichsmark ein: Herriot stimmte zu, weil MacDonald ihm einen britisch-französischen Konsultativpakt versprach, der nach der Konferenz geschlossen werden würde; die Deutschen gaben nach, weil sie auf der Konferenz isoliert waren und eine Formulierung über allgemeine politische Entspannung und Abrüstung in die Abschlusserklärung aufgenommen wurde.
Am 9. Juli 1932 unterschrieben die Konferenzteilnehmer das Lausanner Abkommen. Deutschlands Reparationsverpflichtungen wurden gestrichen bis auf eine Restzahlung in Höhe von drei Milliarden Reichsmark, für die Deutschland Schuldverschreibungen bei der BIZ zu deponieren hatte. Diese sollten mit einer Verzinsung von fünf Prozent und einer Tilgung von einem Prozent auf den Markt gegeben werden, sobald es die deutsche und die weltwirtschaftliche Situation zuließen, frühestens aber nach drei Jahren. Schuldverschreibungen, die bis 1947 nicht verkauft worden wären, sollten verfallen. Alle weiteren Probleme der Weltwirtschaft überließ man einer weiteren Konferenz, an der auch die Vereinigten Staaten teilnehmend wollten, sofern nicht über Reparationen, Kriegsschulden, Abrüstung oder Zölle geredet würde.
Gleichzeitig unterschrieben die Vertreter Großbritanniens, Frankreichs, Belgiens und Italiens ein Gentlemen’s Agreement, wonach sie das Lausanner Abkommen nicht ratifizieren würden, „bevor eine befriedigende Regelung zwischen ihnen und ihren eigenen Gläubigern erreicht wäre“, das heißt, wenn die USA in eine Streichung der interalliierten Kriegsschulden einwilligten. Auf Papens Frage, was geschehen würde, wenn das Lausanner Abkommen nicht ratifiziert würde, sagte MacDonald zu, dass dann eine neue Konferenz zusammentreten würde.
Diese Vereinbarung erreichte, wie der französische Historiker Jean-Baptiste Duroselle schreibt, „den Gipfel der Zweideutigkeit, sogar der Lüge“: Denn dass die USA auf die Rückzahlung der Kriegsschulden verzichten würden, war insbesondere vor den Präsidentschaftswahlen, die im November 1932 anstanden, wenig wahrscheinlich. Laut dem französischen Wirtschaftswissenschaftler Vincent Touzé war die Abschlusszahlung einzig von politischem Wert, denn sie diente der Regierung Herriot dazu, ihr Gesicht zu wahren. Tatsächlich bezahlte Deutschland diese drei Milliarden Reichsmark nie: Die USA beharrten nämlich im Herbst 1932 darauf, dass die Kriegsschulden nach Ablauf des Hoover-Moratoriums weiter zurückgezahlt wurden. Großbritannien und die meisten anderen Schuldnerländer überwiesen 1932 und 1933 nur symbolische Teilzahlungen, doch Herriot meinte im Dezember 1932, die volle Annuität an die USA zahlen zu müssen. Daraufhin wurde er von einer breiten Mehrheit der Abgeordneten gestürzt. Ab 1934 wurden gar keine interalliierten Kriegsschulden zurückgezahlt. Weil es keine Einigung zwischen den USA und ihren europäischen Schuldnerländern gab, wurde das Lausanner Abkommen nicht ratifiziert, die Schuldobligationen kamen nie auf den Markt.

## Young-Anleihe und die letzten deutschen Zahlungen

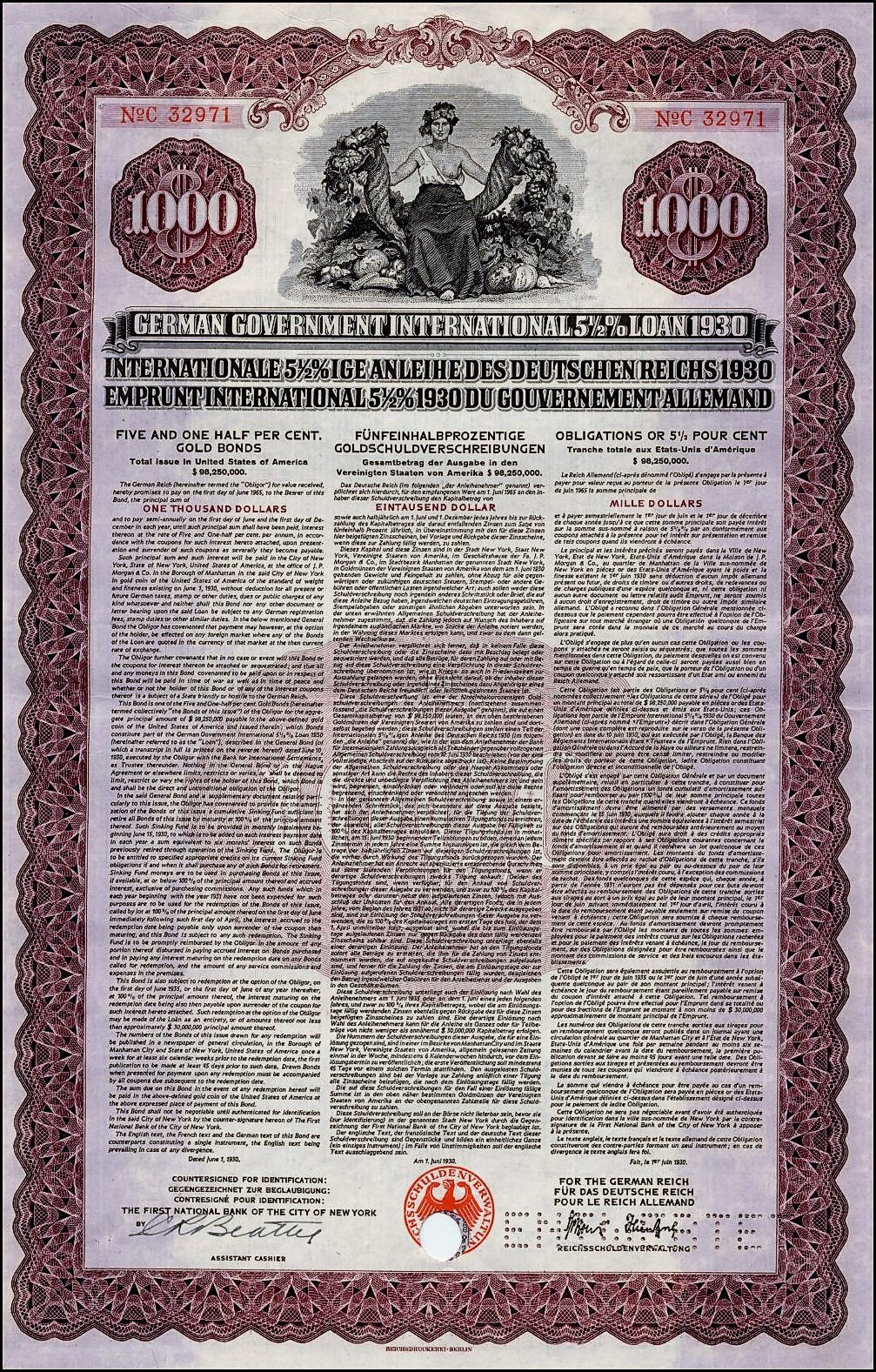
Young-Anleihe, 5½% Gold Bond über 1.000 $ von 1930

Mit der Young-Anleihe verschuldete sich das Deutsche Reich mit 1,47 Milliarden Reichsmark (300 Millionen Goldmark) zu 5,5 Prozent Zinsen auf 35 Jahre. Zwei Drittel der Summe gingen an die Reparationsgläubiger, ein Drittel an die Deutsche Reichspost und die Deutsche Reichsbahn. Trotz des nach dem Börsenkrach vom 24. Oktober 1929 flauen Kapitalmarktes war die Anleihe beim internationalen Publikum ein großer Erfolg. Auch aufgrund ihres niedrigen Ausgabekurses (92 % des Nennwerts) wurde sie mehrfach überzeichnet. Doch bereits in den ersten Wochen nach Ausgabe wurde sie auf den Kapitalmärkten zu einem noch größeren Disagio gehandelt: Damit war absehbar, dass die einzigen, die von ihr profitieren würden, die Banken waren, die das Kommissionsgeschäft der Ausgabe besorgt hatten.
Nach der Machtübernahme Hitlers im Januar 1933 stellte Deutschland die Zinszahlung für die Young-Anleihe ein. Durch das Londoner Schuldenabkommen von 1953 musste die Anleihe mit neuen Bedingungen wieder bedient werden. Die Restlaufzeit verlängerte sich bis 1980, der Kupon wurde allerdings gekürzt. Die rückständigen Zinsen der Jahre 1933 bis 1944 wurden in eine sogenannte Fundierungsschuldverschreibung umgewandelt und bis 1972 abbezahlt. Die Zinsen von 1945 bis 1952 waren aufgrund des Verhandlungsgeschicks von Hermann Josef Abs erst mit einer Wiedervereinigung Deutschlands nachzuzahlen, verbrieft durch Bezugsscheine. Diese Bezugsscheine wurden zeitweise wie historische Wertpapiere (obwohl weiterhin gültig) zu Niedrigstpreisen gehandelt, da eine Wiedervereinigung unwahrscheinlich schien. Seit der Wiedervereinigung 1990 musste diese sogenannte Schattenquote von insgesamt 250 Millionen DM weitere zwanzig Jahre lang bedient werden. Die letzten Zahlungen nach dem Young-Plan überwies das Bundesministerium der Finanzen am 3. Oktober 2010.

## Forschung

### Bewertung
In der Forschung sind mehrere Fragen im Zusammenhang mit dem Young-Plan bis heute umstritten. So gibt es etwa keinen Konsens zu seiner Bewertung. Der Politikwissenschaftler Werner Link schreibt, dass im Vergleich der Ergebnisse der Haager Konferenzen zum Status quo ante „die direkten, indirekten und potentiellen Vorteile eindeutig auf Seiten Deutschlands“ lagen. Der Wirtschaftshistoriker Gerd Hardach nennt den Young-Plan einen „realistischen Kompromiß“; dass die deutsche Seite ihn als Misserfolg ansah, sei nur mit deren unrealistischen Erwartungen zu erklären. Auch für den Historiker Peter Krüger war der Young-Plan ein Erfolg für Deutschland, da er die hohen Annuitäten des Dawes-Plans senkte, die absehbar zu einer Transferkrise geführt hätten, und Deutschland gleichzeitig die Eigenverantwortung einen Transferaufschub gegeben hätten. Franz Knipping schließlich lobt das Ergebnis der ersten Haager Konferenz als „überragenden Erfolg“ für Stresemann: Zwar sei die Reparationsbelastung gegenüber dem ursprünglichen Zahlungsschema gestiegen, doch diese falle angesichts der vollständigen Räumung des Rheinlands ohne eine Militärkontrolle kaum ins Gewicht.
Der deutsche Historiker Henning Köhler dagegen nennt den Young-Plan einen „wirtschaftlichen Schönwetter-Plan, der nur bei weiterem Zufluß ausländischer Kredite und einer halbwegs befriedigenden Wirtschaftslage funktionieren konnte“. Laut dem Wirtschaftshistoriker Albrecht Ritschl betrug die deutsche Auslandsverschuldung einschließlich der Reparationen im Jahr 1929 90 % des Sozialprodukts. Damit „schien eine Schuldenkrise geradezu vorprogrammiert.“ Robert Boyce meint, der Young-Plan sei zwar kompetent verfasst, habe aber „bei weitem nicht den dringenden Anforderungen der Zeit“ entsprochen. Dies habe zum einen an der amerikanischen Weigerung gelegen, die interalliierten Kriegsschulden zu senken, zum anderen Snowdens egoistischer Verhandlungsweise in Den Haag. Leonard Gomes nennt den Young-Plan einen „Flop“: Weder den Finanzexperten, die ihn konzipiert hatten, noch der halb privaten, vermeintlich neutralen BIZ, über die die Zahlungen abgewickelt wurden, sei es gelungen, die nationalistischen Haltungen zu ändern, die auf beiden Seiten dominierten. Die angestrebte Entpolitisierung der Reparationen durch technokratische Lösungen sei misslungen. Die Historikerin Ursula Rombeck-Jaschinski sieht die Vorteile des Young-Plans für Deutschland fast ausschließlich auf der politischen Seite. Wirtschaftlich habe er insbesondere durch seine lange Laufzeit von fast sechzig Jahren eine Verschlechterung gegenüber dem Dawes-Plan dargestellt. Auch der Schweizer Wirtschaftshistoriker Tobias Straumann sieht in der langen Laufzeit des Young-Plans einen gravierenden Nachteil. Dazu zitiert er den Namensgeber des Plans, Owen Young, der während der Verhandlungen zu bedenken gab, dass „kein Mann der Praxis die Zahlungsfähigkeit eines Landes länger als 15 Jahre im Voraus beurteilen würde“.

### Aufstieg der NSDAP
Ebenfalls umstritten ist die Rolle des Young-Plans beim Aufstieg der NSDAP. Oft wird in der Forschung die These vertreten, die Zusammenarbeit gerade mit dem finanzstarken Hugenberg und den bürgerlichen Rechtsradikalen beim Volksbegehren gegen den Young-Plan habe die NSDAP „salonfähig“ gemacht und sei für ihren weiteren Aufstieg von entscheidender Bedeutung gewesen. Dem widerspricht der Politikwissenschaftler Otmar Jung: Der Aufwärtstrend in den Wahlergebnissen für die NSDAP habe schon vor der Kampagne gegen den Young-Plan eingesetzt. Die Ansicht, dass das Volksbegehren den Aufstieg der NSDAP erheblich gefördert habe, führte dazu, dass der Parlamentarische Rat Plebiszite im Grundgesetz für die Bundesrepublik Deutschland (außer für Gebietsänderungen der Länder) nicht einführte.

### Borchardt-Kontroverse
Eine weitere Kontroverse dreht sich um Brünings Austeritäts- und Deflationspolitik, die prozyklisch und somit krisenverschärfend wirkte. Der Wirtschaftshistoriker Knut Borchardt veröffentlichte 1979 seine These, zu dieser Politik habe es keine Alternative gegeben. Ihm widersprachen unter anderem die Historiker Carl-Ludwig Holtfrerich und Heinrich August Winkler, die durchaus Handlungsspielräume für eine keynesianische Krisenbekämpfung sehen. Borchardts Schüler Albrecht Ritschl vertritt die These, eine andere Politik als die, die Brüning ab 1930 trieb, sei namentlich aufgrund des Young-Plans nicht möglich gewesen, denn dieser machte Deutschland für den Transfer der Reparationen selbst verantwortlich und räumte ihnen im Krisenfall Seniorität gegenüber der privaten Auslandsverschuldung ein. Die rigide Anpassung der deutschen Wirtschaftspolitik an die geänderten Bedingungen sei daher schon von den Zeitgenossen als „innerer Young-Plan“ bezeichnet worden.

### Ursachen des Scheiterns
Ebenfalls umstritten sind schließlich die tieferen Ursachen seines Scheiterns. Konsens besteht darüber, dass der Young-Plan an der Weltwirtschaftskrise scheiterte. Die Frage, warum es nicht gelang, ihn anzupassen oder über die Zeit der Depression hinüberzuretten, wird in der Forschung unterschiedlich beantwortet. Der australische Historiker Bruce Kent meint, er sei wie alle anderen Reparationspläne zuvor eine „ökonomische Absurdität“ gewesen, denn er habe nicht auf einer realistischen Einschätzung der deutschen Zahlungsfähigkeit beruht, sondern auf den Bedarfen der Gläubigerstaaten. Dass die Reparationen und Kriegsschuldenzahlungen das internationale Finanzsystem destabilisierten und dem Welthandel schadeten, habe man gewusst. Doch die Langlebigkeit des „Tributsystems“ zeige die Tendenz liberaler Demokratien, im Krisenfall eher die kurzfristigen Interessen wohlhabender Steuerzahler zu schützen als langfristig für ausgewogene Stabilität zu sorgen.
Philipp Heyde sieht die Ursachen in drei Aspekten: Zum einen sei Frankreich innenpolitisch blockiert gewesen. Daher habe es Deutschland weder großzügige Hilfsangebote machen noch durch entschiedenen Finanzimperialismus kleinhalten können. Zum anderen habe die Regierung Brüning durch ihre erratische und widersprüchliche Politik, ohne dies bewusst anzustreben, das Vertrauen der Kapitalmärkte erschüttert und dadurch die Bankenkrise mitverschuldet, in der Deutschland dann zahlungsunfähig wurde. An einer Stabilität des internationalen Finanzsystems habe es kein Interesse gehabt, und entsprechend unkonstruktiv agiert. Zum dritten sei dieses Finanzsystem instabil gewesen, denn ihm habe ein Hegemon gefehlt: Die Macht, die von der Stabilität eines internationalen Systems am meisten profitiere, müsse bereit sein, auf eigene Kosten in sie zu investieren, etwa als Kreditgeber letzter Instanz. Hoover habe mit seinem Moratoriumsvorschlag kurzzeitig diese Rolle übernommen, zu einem Verzicht auf die Kriegsschulden sei er aber nicht bereit gewesen.
Tobias Straumann schreibt, der „Urfehler“ sei gewesen, dass die in Versailles 1919 und in London 1921 aufgemachte Reparationsrechnung unrealistisch und daher nicht durchsetzbar gewesen sei. Aus Sicht der Siegermächte könne sie gerecht gewesen sein, doch da die Deutschen sie nicht akzeptierten, sei sie nie realistisch gewesen. Daran hätten auch die Änderungen des Dawes- und des Young-Plans nichts geändert. Der letzte Reparationsplan habe schließlich auch wohlmeinende Beamte wie den linksliberalen Hans Schäffer dazu gebracht, gegen seine politische Überzeugung immer rigidere Sparmaßnahmen durchzusetzen, die zusammen mit dem Kollaps des deutschen Bankensystems den Aufstieg Hitlers begünstigten: „So verloren letztlich die Gläubigerländer ebenso wie die deutsche Demokratie“.